# Sitio de Homs (2011-2017)
 El asedio de Homs fue un enfrentamiento militar entre el ejército sirio y la oposición siria en la ciudad de Homs como parte de la guerra civil siria. El asedio duró tres años, de mayo de 2011 a mayo de 2014, y dio lugar a una retirada de la ciudad de los rebeldes.
Las protestas contra el gobierno a nivel nacional comenzaron en marzo de 2011, y los enfrentamientos entre las fuerzas de seguridad y los manifestantes en Homs se intensificaron en abril. A principios de mayo de 2011, el ejército sirio llevó a cabo una represión contra los manifestantes antigubernamentales en Homs, algunos de los cuales estaban armados y dispararon contra las fuerzas de seguridad.
Si bien el gobierno sirio había logrado sofocar temporalmente las protestas de marzo-abril en Daraa con una operación militar a gran escala, esta operación militar de principios de mayo en Homs no tuvo éxito de la misma manera.
En septiembre, los choques sectarios y el derramamiento de sangre en Homs entre los alauitas y los sunitas desempeñaron un papel más importante en Homs que en el resto de Siria.
A fines de octubre de 2011, una brigada del Ejército Sirio Libre formada por oficiales del ejército desertados en varias ocasiones emboscó a las fuerzas de seguridad del gobierno en el vecindario de Homs Baba Amr y hasta principios de noviembre defendió con éxito el vecindario de Baba Amr. A fines de diciembre de 2011, se envió una misión árabe para supervisar la situación siguiendo el plan de la Liga Árabe. Tras la misión abortiva, el Ejército sirio lanzó en febrero de 2012 una ofensiva contra Baba Amr, bombardeó todo el distrito y bloqueó todas las rutas de suministro. A principios de marzo, las fuerzas gubernamentales lanzaron un ataque por tierra contra Baba Amr, obligando a los rebeldes a retirarse del vecindario.
A principios de mayo de 2012, después de un alto el fuego mediado por la ONU, solo se produjeron combates y bombardeos esporádicos en las calles. Durante este tiempo, el gobierno controlaba la mayor parte de la ciudad. La oposición mantuvo entre el 15% y el 20% de Homs mientras luchaba por el control de un área de tamaño similar todavía en curso. En diciembre de 2012, el ejército sirio capturó el distrito de Deir Baalba, dejando solo la Ciudad Vieja, el distrito de Khalidiya y algunas otras áreas bajo el control de los rebeldes.
A principios de marzo de 2013, las fuerzas gubernamentales lanzaron un asalto a varios barrios controlados por los rebeldes, pero los rebeldes, reforzados por unidades que llegaron de la cercana ciudad controlada por los rebeldes de al-Qusayr, lograron repeler los ataques. A mediados de marzo, los rebeldes intentaron volver a tomar Baba Amr, pero se vieron obligados a retirarse más tarde en el mes. En marzo y principios de abril de 2013, la milicia libanesa Hezbolá se desplegaron en Homs, en asistencia al gobierno sirio. A finales de julio, las fuerzas gubernamentales capturaron el distrito de Khalidiya.
A principios de mayo de 2014, tras un acuerdo alcanzado entre el gobierno y los rebeldes, se permitió a las fuerzas rebeldes evacuar la ciudad, dejando a Homs bajo el control total del gobierno.

## Contexto
El 15 de marzo de 2011, un movimiento de protesta contra el gobierno sirio comenzó a intensificarse, ya que se llevaron a cabo manifestaciones simultáneas en las principales ciudades de Siria. Los principales problemas incluyen la corrupción del gobierno y la represión. Las protestas se extendieron a Homs el 18 de marzo, después de las llamadas en línea para un "Viernes de la Dignidad" (en árabe: جمعة الكرامة‎). Miles de manifestantes salieron a las calles después de las oraciones del viernes. En un intento por dispersar a la multitud, la policía realizó muchos arrestos y asaltó a los manifestantes. A medida que continuaban las protestas en abril, las fuerzas de seguridad dispararon contra los manifestantes, lo que resultó en decenas de muertes. Homs se convirtió en una de las ciudades más tranquilas de Siria, y algunos activistas la denominaron "Capital de la Revolución".

## El asedio

### Protestas de mayo de 2011
El 6 de mayo, después de la exitosa operación contra manifestantes en Daraa, el ejército sirio se enfrentó y se enfrentó con los manifestantes, después de las oraciones del viernes. en Homs. Durante la lucha, 15 manifestantes murieron, según la oposición, mientras que el gobierno declaró que 11 soldados y policías murieron, incluidos cinco en un punto de control, después de que fueron atacados por pistoleros desconocidos. El 8 de mayo, luego de los enfrentamientos mortales dos días antes, los tanques llegaron a varios distritos de Homs y comenzaron una persecución para todos los activistas y simpatizantes de la oposición conocidos. La noche anterior al inicio de la operación, los militares cortaron la electricidad de la ciudad. Durante el asalto, las unidades del Ejército ingresaron a los distritos de Bab Baba y Sebaa Amr.
El 8 de mayo, hombres armados no identificados atacaron un autobús, transportando a trabajadores que regresaban del trabajo en el Líbano a Homs, matando a 10 personas e hiriendo a tres.
Para el 10 de mayo, los militares establecieron el control total sobre la ciudad. Sin embargo, a la mañana siguiente, se escucharon disparos de tanques y ametralladoras en el distrito de Bab Amr de Homs y en algunas aldeas cercanas. Según informes, entre cinco y nueve personas murieron en los enfrentamientos.
El 11 de mayo, las aldeas beduinas en el área de Homs también fueron blanco de la operación militar. El 12 de mayo, se informó que las fuerzas de seguridad arrestaron a un veterano defensor de los derechos humanos, Naji Tayara.
El 20 de mayo, las protestas anti-Assad se encontraron con fuego de ametralladoras de las fuerzas de seguridad dejando 11 personas muertas. Una semana después, el 27 de mayo, la oposición intentó otra protesta. Esto fue nuevamente reprimido por los militares en los choques que dejaron a 3 personas muertas. El 30 de mayo, siete manifestantes y un miembro de las fuerzas de seguridad murieron en enfrentamientos en Homs.

### Julio – octubre de 2011
El 17 de julio de 2011, tanques y tropas de las fuerzas de seguridad sirias tomaron posición en Dawar Al Khalidya en Homs y mataron al menos a 30 personas. Aparentemente, la operación fue iniciada luego de que tres simpatizantes del gobierno fueran secuestrados y asesinados una semana antes, y sus cuerpos desmembrados fueran devueltos a sus familiares el 17 de julio.
Para septiembre de 2011, el derramamiento de sangre sectario, como los asesinatos de académicos sin vínculos claros con los manifestantes ni el gobierno, desempeñaron un papel más importante en Homs que en el resto de Siria.
A lo largo de septiembre y octubre se registraron enfrentamientos en la sección norte de la ciudad, especialmente en el barrio de Dayr Baalba. También hubo violencia ocasional en Bab al-Sebaa, Baba Amr y otros lugares. A finales de septiembre, los combates en la cercana ciudad de Rastan obligaron a varios grupos rebeldes a huir a Homs.
A finales de octubre de 2011, la Brigada Khalid bin Walid del Ejército Libre Sirio, construida alrededor de oficiales del ejército sirios desertados, que había huido de la cercana ciudad de Rastan al barrio de Baba Amr en Homs, emboscó repetidamente a las fuerzas de seguridad del gobierno en este vecindario, y hasta principios de noviembre defendieron efectivamente el barrio de Baba Amr.
En la noche del 28 de octubre, estallaron feroces enfrentamientos con el Ejército Sirio Libre en Bab al-Sebaa. Al día siguiente, estos enfrentamientos se extendieron a Baba Amr y al-Qusur. Durante los combates callejeros en el distrito de Bab al-Sebaa, murieron 17 soldados, mientras que en Baba Amr, 20 soldados murieron y 53 resultaron heridos.

### Operación noviembre de 2011
La operación de remoción del gobierno a principios de noviembre en Homs fue una respuesta contra la resistencia armada en el área de Homs. El 3 de noviembre de 2011, los tanques abrieron fuego en el distrito de Baba Amr, donde los soldados fueron asesinados varios días antes. Según informes, más de 100 personas, incluidos civiles, fueron asesinadas al día siguiente. Se informó que varios tanques fueron destruidos por el Ejército Sirio Libre.
El 8 de noviembre, se informó que el ejército sirio tomó el control firme del barrio de Bab Amr en Homs y que los desertores armados se escondieron.
El 24 de noviembre, 11 soldados que desertaron murieron y cuatro resultaron heridos durante los enfrentamientos en las afueras de Homs, en el oeste. Más tarde, los militares realizaron redadas contra granjas más al oeste matando a otras 15 personas.

### Escalada de los combates y rebeldes ganan terreno (noviembre y diciembre)
El 25 de noviembre de 2011, seis pilotos de élite, un oficial técnico y otros tres miembros del personal fueron asesinados en una emboscada en Homs. El gobierno sirio se comprometió a "cortar cada mano malvada" de los atacantes como resultado. El ejército libre sirio se responsabilizó del ataque al personal de la base aérea.
A principios de diciembre, un corresponsal de Sky News, Stuart Ramsay, pudo contrabandearse a sí mismo y a su tripulación, con la ayuda de desertores de la FSA, a Homs, donde reportó fuertes combates todos los días a pesar de la fuerte presencia de los puestos de control del ejército sirio. Además, el Ejército Sirio Libre pudo construir puntos de control en la ciudad, así como para proteger a los civiles durante las manifestaciones en los suburbios y los callejones de la ciudad después de que la plaza central se volviera demasiado peligrosa. Apareció un vídeo que supuestamente mostró a los desertores que tenían el control de Bab Amr nuevamente, con un punto de control en la entrada para verificar si había "infiltrados de Shabiha". Según su relato, Homs era claramente una zona de guerra que ya había caído en una guerra civil a gran escala.
El 4 de diciembre, hubo intensos combates durante los cuales al menos cinco insurgentes de la FSA murieron y uno resultó herido.
Alrededor del 5 de diciembre, se informó que 61 personas murieron, 34 sunitas y 27 alawitas. El Observatorio Sirio para los Derechos Humanos, con sede en Londres, dijo que un activista en el terreno informó haber visto "los cuerpos de 34 civiles, en una plaza en el vecindario pro-régimen de Al-Zahra, que había sido secuestrado por la shabiha [milicia pro-gobierno ] el lunes ", según la agencia de noticias AFP. Los civiles, dijo el grupo, habían sido secuestrados en varios "barrios anti-régimen" en Homs, probablemente con el significado de Bab Amr. El Observatorio también informó que el "shabiha" secuestró a un conductor de autobús y a sus 13 pasajeros en la provincia de Homs el día 5. Ambas partes se culparon mutuamente por los asesinatos, pero tanto las fuerzas pro y antigubernamentales declararon que cada parte tenía motivos suficientes para los asesinatos de los sunitas y los alauitas, mostrando el comienzo de una posible violencia sectaria en el conflicto.
El 8 de diciembre, un oleoducto que transportaba petróleo desde el este del país hasta una refinería en Homs fue volado, dijo un grupo activista. "Este es el principal oleoducto que alimenta la refinería de Homs", dijo Rami Abdulrahman, del opositor Observatorio Sirio para los Derechos Humanos. El grupo dijo que se podían ver llamas en el lugar de la explosión. Imágenes en Internet del supuesto sitio de explosión mostraron nubes negras de humo elevándose sobre un área edificada. Un tanque militar fue destruido y se vio quemado en una calle de la ciudad.
El 9 de diciembre, aumentaron los temores de una masacre por parte de las fuerzas gubernamentales, debido a la acumulación de tropas, la milicia gubernamental (Shabeeha) y 500 tanques en las afueras de la ciudad y un número creciente de puestos de control.
El 18 de diciembre, en los enfrentamientos entre unidades del ejército regular y desertores cerca de la ciudad de al-Qusair en Homs, seis soldados murieron en los enfrentamientos, incluido un oficial. Según el Observatorio Sirio de Derechos Humanos, "tres vehículos blindados fueron destruidos y los que estaban dentro resultaron heridos y muertos", un civil también aparentemente murió en la violencia.
A mediados de diciembre, el equipo de Der Spiegel logró infiltrarse dentro de la ciudad de Homs, donde presenciaron cómo el distrito de Baba Amr estaba completamente bajo el control de los combatientes de la FSA con puestos de control erigidos en el borde del distrito. Según el comandante local de la FSA, Shabeeha y los francotiradores del ejército estaban ubicados en aproximadamente 200 lugares en Homs y disparaban en todo lo que se movía en zonas designadas como la calle Cairo, que atraviesa el centro de la ciudad. Aunque los desertores de la FSA no tenían poder para oponerse al asalto total contra Baba Amr por parte del ejército sirio, revelaron que planeaban retirarse del distrito y esperar que la mayor parte de las fuerzas del ejército sirio se retiren del distrito como lo hicieron en octubre.
El 24 de diciembre, miles de tropas entraron en la ciudad y alrededor de 4.000 soldados rodearon el distrito de Baba Amr, cavando trincheras. Los militares iniciaron un ataque en cinco barrios y se informó de fuertes bombardeos en las profundidades de la noche. Los militares continuaron sus bombardeos hasta el 26 de diciembre, matando a 33–34 personas en el tercer día del bombardeo.
A finales de 2011, la Brigada Khalid bin Walid del Ejército Sirio Libre controlaba el vecindario Baba Amr de Homs.

### Misión de la Liga Árabe y disminución de los combates.
A principios de diciembre de 2011, el gobierno sirio aceptó un plan de la Liga Árabe para enviar observadores para monitorear la situación en el terreno y acordó retirar los equipos del ejército de las ciudades. El 27 de diciembre, activistas dijeron a al arabiya que al menos 61 civiles habían muerto en los bombardeos de Homs en los últimos días, pero informaron de la retirada de los tanques del ejército sirio y la detención de las operaciones militares en curso por parte del ejército sirio en la ciudad. 
Unos 70.000 manifestantes se reunieron en el centro de Homs durante la visita oficial de la misión de observación de la Liga Árabe y luego fueron dispersados por gases lacrimógenos. El jefe del Consejo Nacional Sirio (SNC) Burhan Ghalioun dijo que el gobierno sirio no permitirá que los observadores árabes en Homs recorran las calles o visiten el vecindario de Baba Amr.
El 28 de diciembre, el jefe de los observadores de la Liga Árabe dijo que la situación era tranquila en Homs y que no hubo enfrentamientos. Dijo que vieron algunos vehículos blindados pero no tanques. En general, juzgó la situación como "tranquilizadora hasta ahora". Dijo que "había algunos lugares donde la situación no era buena" y pidió una mayor investigación. Sin embargo, uno de los monitores habló a Al Jazeera de Siria sobre la condición de anonimato y dijo que la situación en Homs es "muy peligrosa" y que está bajo bombardeo constante, y muchos videos publicados en línea por activistas parecen mostrar los monitores bajo fuego en Homs. Dijo que algunas áreas están bajo el control del Ejército Sirio Libre.
Human Rights Watch más tarde acusó al gobierno de Siria de ocultar a cientos de prisioneros detenidos por los observadores árabes que visitan el país, diciendo que las autoridades sirias han trasladado quizás a cientos de detenidos a sitios militares fuera de los límites para esconderlos de los monitores de la Liga Árabe en el país. 
Human Rights Watch entrevistó a un oficial de seguridad sirio en Homs, quien dijo que recibió órdenes de su director de la prisión para ayudar con las transferencias irregulares de detenidos. Dijo que las órdenes se dieron después del gobierno del presidente Bashar al-Assad. "Estimó que los días 21 y 22 de diciembre, aproximadamente 400 a 600 detenidos fueron trasladados de su centro de detención a otros lugares de detención". "Las transferencias se realizaron en cuotas", dijo el funcionario no identificado, según la cita. "Algunos detenidos fueron trasladados en jeeps civiles y algunos en camiones de carga. Mi papel era dentro de la prisión, reuniendo a los detenidos y metiéndoles en los autos. Mis órdenes del director de la prisión eran que se mudaran a los detenidos importantes", dijo. Dijo que los estaban llevando a una fábrica de misiles militares en Zeidal, a las afueras de Homs.
Human Rights Watch dijo que su testimonio fue corroborado por otros testigos, entre ellos un detenido que dijo que entre las 150 personas que se encontraban recluidas en un sitio había personas que trabajaban con periodistas, desertores y manifestantes. Sarah Leah Whitson, directora de HRW para Medio Oriente, dijo que el oficial de seguridad también le dijo a HRW que el gobierno sirio estaba emitiendo tarjetas de identificación policial a sus oficiales militares, lo que según el regulador de derechos violaba el acuerdo de la Liga Árabe. "Vestir a los soldados con uniformes de policía no cumple con el llamado de la Liga Árabe para retirar el ejército", dijo Whitson. "La Liga Árabe necesita eliminar el engaño del gobierno sirio al presionar por el acceso completo a cualquier lugar donde Siria tenga detenidos".
Activistas y grupos de derechos humanos han criticado duramente al jefe de los monitores de la Liga Árabe, Omar Idilbi, de los Comités de Coordinación Local, describió a Dabi como un "oficial superior con un régimen opresivo que se sabe que reprime a la oposición", y agregó que existen temores de que pueda No seas neutral. Haytham Manna, un destacado disidente con sede en París, instó a la Liga Árabe a reemplazar a Dabi o reducir su autoridad. "Conocemos su historia y su experiencia superficial en el área", dijo. Amnistía Internacional también criticó a Dabi, diciendo que dirigió el servicio de inteligencia militar de Bashir hasta agosto de 1995, cuando fue nombrado jefe de seguridad externa en Sudán. "A principios de la década de 1990, la inteligencia militar en Sudán fue responsable del arresto y la detención arbitraria, la desaparición forzada y la tortura u otros malos tratos a numerosas personas en Sudán", dijo en un comunicado. "La decisión de la Liga Árabe de nombrar como jefe de la misión de observación a un general sudanés en cuya vigilancia se cometieron graves violaciones de derechos humanos en Sudán corre el riesgo de socavar los esfuerzos de la Liga hasta el momento y pone seriamente en tela de juicio la credibilidad de la misión", dijo Amnistía. "No será neutral y simpatizará con quienes ocupan cargos similares, por lo que no sorprenderá que apoye y simpatice con el régimen sirio y sus secuaces que cometen crímenes de lesa humanidad las 24 horas del día en Siria", afirmó. el jefe de la Liga Siria, Abd-al-Karim al-Rayhawi, dijo a la BBC. El general Dabi es buscado por la CPI, ya que lo han vinculado al genocidio contra la oposición en Darfur.

### Enero de 2012 combates y enfrentamientos
El portavoz exiliado de los rebeldes armados se reagrupó bajo el Ejército Sirio Libre. A principios de enero de 2012, consideraron un fracaso a la misión de la Liga Árabe y declararon que no querían que se quedaran en Siria a pesar de que el Ejército sirio retiró sus armas pesadas de la ciudad. La misión finalmente terminó a finales de mes. 
El 4 de enero, el 27 de diciembre, Basil al-Sayed, quien regularmente filmaba a las fuerzas de seguridad atacando a manifestantes antigubernamentales en su vecindario de Bab Amr en Homs, murió en un hospital local de heridas de bala, según informes de prensa. Según informes, fue fusilado por las fuerzas de seguridad. Su material de archivo apareció en los sitios de las organizaciones de noticias ciudadanas. El Comité para la Protección de los Periodistas dice que está investigando las circunstancias que rodearon la muerte.
El 11 de enero, el periodista de A France 2 Gilles Jacquier, quien cubrió los conflictos en Irak, Afganistán, Kosovo y Argelia entre otros, fue una de las varias personas que murieron en la ciudad de Homs, en el centro de Siria, convirtiéndose en el primer reportero occidental en morir en los país. Un testigo en Homs, que pidió no ser identificado, dijo que las víctimas fueron causadas por granadas lanzadas durante un mitin a favor de Assad, mientras que según un periodista citado por CNN Nic Robertson, con Jacquier en Homs, dijo que El ataque se llevó a cabo con mortero. Rami Abdul Rahman, del opositor Observatorio Sirio para los Derechos Humanos, con sede en Gran Bretaña, citó a activistas en Homs diciendo que los periodistas habían estado cerca del vecindario Akrama de Homs en ese momento. La televisión estatal SANA luego afirmó que un "grupo terrorista armado" capturó a un coronel en Homs.
Un periodista de la BBC le dijo a Le Figaro que el periodista fue asesinado cuando un cohete apuntó a un mitin pro Assad en un barrio de Alawi en Homs, aunque otro periodista dijo que Jacquier había estado viajando en un vehículo con otros periodistas que habían sido alcanzados por un RPG. Nicolas Sarkozy, el presidente francés, y Alain Juppe, el ministro francés de Asuntos Exteriores, condenaron el asesinato y pidieron a las autoridades sirias que arrojaran "plena luz" sobre las circunstancias de su muerte. Mientras tanto, el SNC denunció el "asesinato" de Jacquier y dijo que era una "señal peligrosa de que las autoridades decidieron liquidar físicamente a los periodistas en un intento de silenciar a los medios neutrales e independientes". Activistas antigubernamentales en Homs también dijeron que las autoridades habían orquestado el ataque, y Wissam Tarif, un activista árabe de la organización internacional no gubernamental Avaaz, socavó los reclamos del gobierno. "Los periodistas fueron atacados en un bastión del régimen fuertemente militarizado. Sería sumamente difícil para cualquier oposición armada penetrar en el área y lanzar un ataque tan mortal", dijo. Tarif también dijo que el incidente fue un "incumplimiento inaceptable del protocolo de la Liga Árabe", al cual Siria se ha comprometido y que requiere que los periodistas tengan libertad para informar en todo el país. "El régimen ha negado a los periodistas el libre acceso al país, lo que los obligó a unirse a las giras de prensa organizadas por el ministerio de información y acompañadas estrechamente por los observadores del régimen", dijo. Sin embargo, los informes de misión de la Liga Árabe de Homs indican que Gilles Jacquier fue asesinado por proyectiles de mortero disparados por las fuerzas rebeldes.
El 22 de enero, dos periodistas suizos culparon a las autoridades sirias por la muerte de su colega francés asesinado en Homs. Patrick Vallelian y Sid Ahmed Hammouche dijeron a The Associated Press que creen que el ataque fue parte de una trampa elaborada por las autoridades sirias. Los dos reporteros suizos y Jacquier formaban parte de un grupo de periodistas extranjeros escoltados a través de Homs por soldados sirios y oficiales de inteligencia. Vallelian, del semanario L'Hebdo, y Hammouche, del diario La Liberté, dijeron que los soldados parecían saber de antemano que el ataque iba a ocurrir.
El 23 de enero, un oficial militar en el hospital principal de la ciudad afirmó a periodistas extranjeros que los rebeldes habían tomado el control de dos tercios de la ciudad, con un número de víctimas del ejército de 4 a 5 muertos y de 10 a 50 soldados y oficiales de seguridad heridos por día. Esta afirmación fue respaldada por las fuerzas de oposición que afirmaron que efectivamente habían logrado controlar el control de más de la mitad de la ciudad. Los residentes de Homs también corroboran en gran medida estos informes.

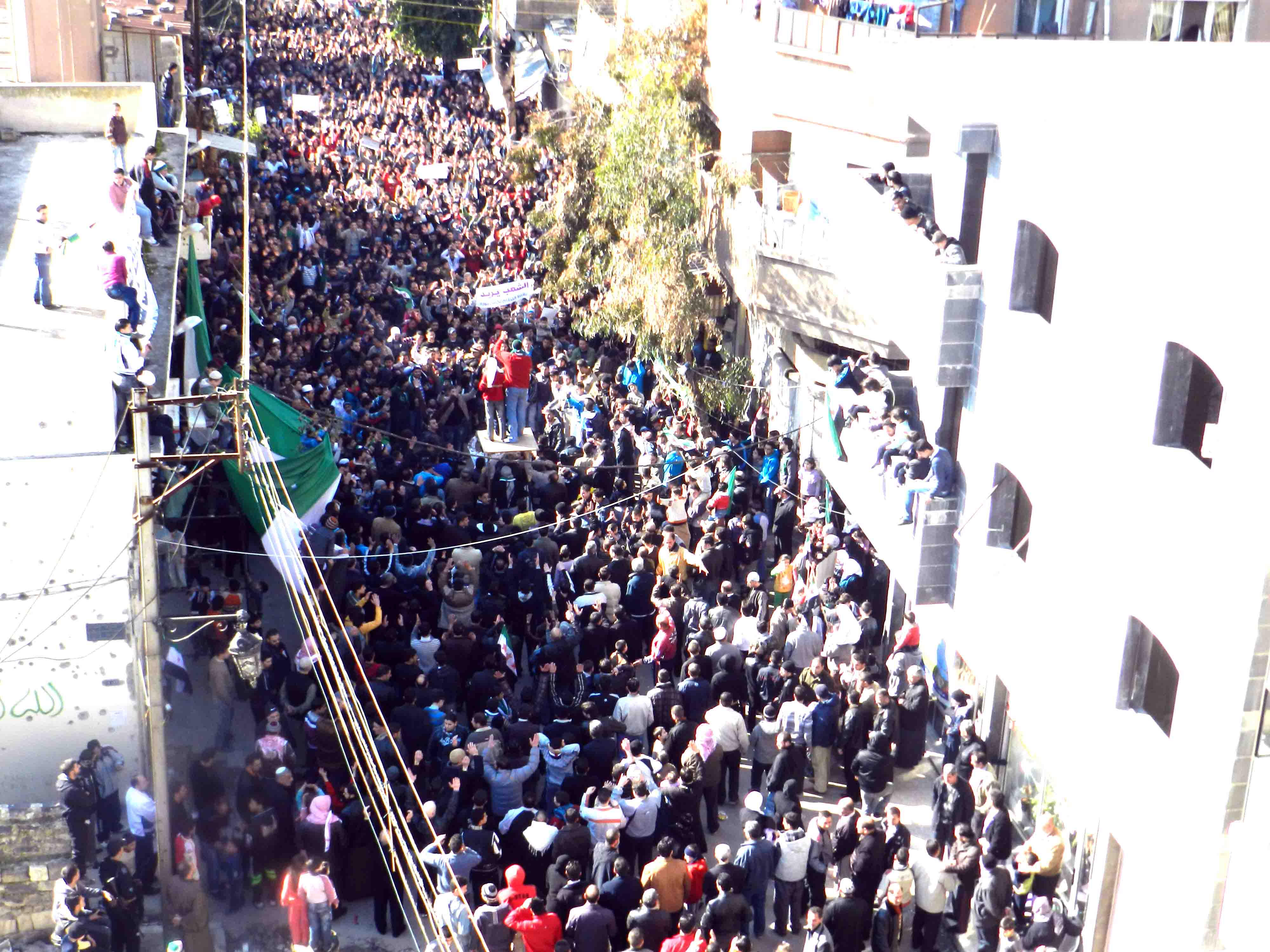
Protesta en el distrito de Bab Dreeb de Homs

El 24 de enero, el LCC informó que al menos 18 personas murieron cuando el ejército bombardeó dos edificios en el distrito de Bab Tadmor en Homs. Un residente dijo "Los edificios eran edificios de seis pisos. Muchas familias siguen desaparecidas. Es difícil confirmar el número exacto de los muertos." Un vídeo publicado en Internet muestra dos edificios destruidos, reducidos a escombros que se dice que fueron los dos edificios atacados.
El 27 de enero presuntamente se produjo un ataque en Homs, que mató a al menos 30 personas. En primer lugar, el gobierno sirio disparó balas de mortero pesadas contra el vecindario de Karm al-Zeitoun de Homs, matando al menos a 16 personas. Luego, la milicia pro-assad llamada "shabiba" entró en un edificio en el vecindario y mató a 14 miembros de una familia sunita. La familia Bahader fue encontrada baleada y asesinada, y entre los muertos había 8 niños menores de 9 años. El vídeo de YouTube fue tomado por activistas, mostrando a los miembros de la familia los cadáveres, con heridas en la cabeza y el cuello, incluyendo niños. No hubo comentarios de las autoridades sirias, pero un médico en Homs dijo que "los alawitas que habían permanecido en Karm al-Zeitoun misteriosamente se fueron hace cuatro días, y el rumor era que lo hicieron por orden de las autoridades. Hoy sabemos por qué. También tenemos setenta personas heridas. Los propios hospitales de campaña están siendo atacados con morteros".
Los activistas informaron que el ejército sirio mató a ocho civiles y que los desertores mataron a 15 soldados del gobierno, mientras que el ejército sirio entró en el distrito de Al-Adawiya, expulsando a los rebeldes de la FSA. El periódico sirio Al-Watan informó que 37 combatientes rebeldes murieron en los combates en Homs. Las imágenes de vídeo se publicaron en línea y muestran un BMP-1 del gobierno capturado, siendo utilizado en Homs por las fuerzas de la FSA. Lleva dos banderas de la oposición siria, y se ve disparando con hombres armados con ropas civiles que lo respaldan, y se esconden detrás de él.
El Ejército Sirio Libre atacó, el 1 de febrero, el distrito controlado por el gobierno de Bab Drib, que fue utilizado como un puesto de preparación para las redadas del ejército sirio y el bombardeo de otros distritos como Karm Al Zeitoun. El periodista de France 24 vio en tierra al menos cuatro vehículos de la FSA que se dirigían a la línea del frente. El vídeo obtenido por France 24 más tarde mostró que la FSA había invadido la antigua base militar en el distrito de Bab Drib. Al menos cuatro soldados del gobierno murieron en el asalto.
Al día siguiente, pareció que otro puesto de control militar cayó a la FSA.

### Febrero 2012 ofensiva del ejército.

#### Ataque

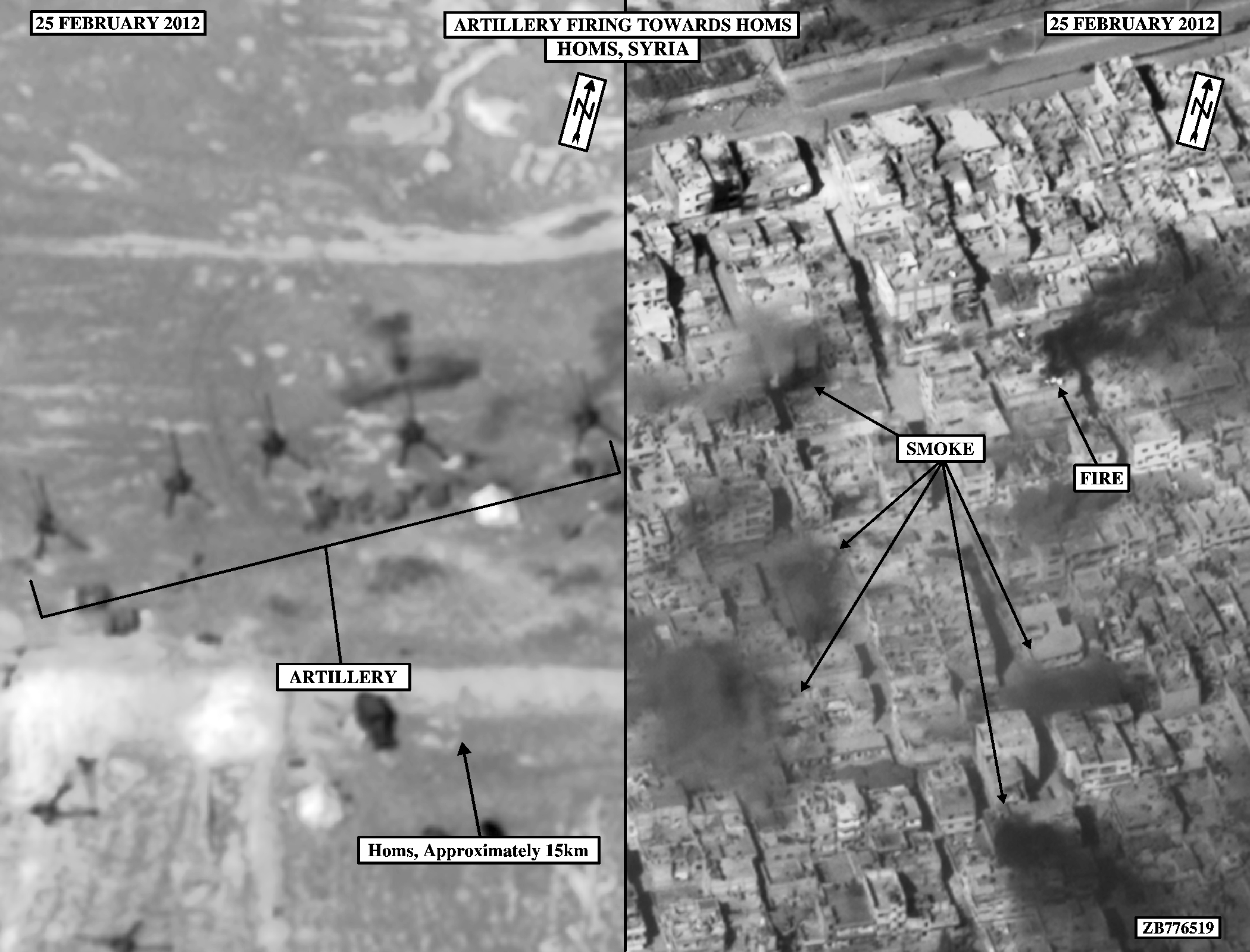
Artillería disparando hacia Homs, Siria. Humo que se levanta a partir de los siguientes edificios descascados, 25 de febrero.

Tras el asesinato de 10 soldados del Ejército sirio en un punto de control y la captura de 19 por el Ejército Sirio Libre, durante las horas nocturnas del 3 de febrero de 2012 y en las primeras horas del día siguiente, las SAA comenzaron un bombardeo de artillería sobre el barrio de Khaldiyeh, con activistas de la oposición que afirmaban que había provocado más de 200 muertes. Según el grupo de activistas de la oposición SOHR, después de más de dos horas después, su colega Peter Beaumont y el propio 'periodista ciudadano' sirio, Omar Shakir, tuitearon que el Ejército sirio no había entrado en el distrito.

Los distritos que figuran en el mapa indican combates o bombardeos durante febrero de 2012.

El opositor Consejo Nacional Sirio afirmó que el número de muertos era de 416 residentes de la ciudad. También citaron a los residentes diciendo que al menos 36 casas fueron destruidas por completo con familias aún dentro. Según un corresponsal de Al Arabiya en Homs, el hospital de distrito también fue destruido. El corresponsal afirmó que al menos 337 personas habían muerto y más de 1.600 personas resultaron heridas en los bombardeos. Sin embargo, las cifras de SNC y Al Arabiya no fueron confirmadas de manera independiente y varios medios de comunicación internacionales, entre ellos Reuters, France 24, BBC y CNN reportaron el número de víctimas de alrededor de 200. La FSA se comprometió a contraatacar con intensas operaciones contra las fuerzas de los gobiernos y afirmó haber destruido un edificio de inteligencia aérea en Homs. Activistas de la oposición publicaron muchos videos de edificios en llamas y cadáveres que, según ellos, ocurrieron en Homs. Algunas imágenes muestran edificios reducidos a escombros por los bombardeos. Al menos 30 edificios, incluido un hospital, fueron destruidos o severamente dañados en los bombardeos.
Según SOHR, además de las muertes de civiles, 14 soldados y cinco desertores del ejército también murieron en los bombardeos y combates.
Los Comités de Coordinación Local también afirmaron inicialmente que la cifra de muertos era de más de 200 personas, diciendo que estaban trabajando para confirmar el número de muertes. Más tarde revisaron sus cifras con una confirmación de 55 muertes. El 5 de febrero, el LCC declaró que 181 personas habían muerto en Homs.
El 6 de febrero, hubo informes de nuevos bombardeos en Bab Amr. Un número de muertos de 12 fue dado por activistas. Otros activistas dieron un saldo diferente de 50. Residentes llamados como testigos dijeron que 150 vehículos blindados se encontraban en las afueras de los barrios El 8 de febrero, activistas informaron un número de muertos no verificados de 48 muertos. También informaron que los tanques entraron en el barrio de Inshaat. En el barrio de Bayyada de Homs, una bomba colocada en un automóvil mató a varias personas, con civiles y fuerzas de seguridad entre las víctimas. El 9 de febrero, activistas dijeron que 93 personas fueron asesinadas en Homs por bombardeos de artillería. Otro grupo de activistas dio un menor número de muertos de 57 muertos. El 10 de febrero, un portavoz de la FSA informó que Ahmed Jumrek, un coronel de la FSA, murió en el bombardeo junto con otros cuatro combatientes rebeldes. Los activistas declararon que los tanques de las fuerzas gubernamentales estaban estacionados en el barrio de Inshaat, disparando contra Bab Amr desde un puente. También informaron que los soldados estaban dañando las tiendas y los automóviles mientras realizaban un barrido casa por casa. El 11 de febrero, activistas informaron que los tanques del Ejército sirio comenzaron a moverse desde el barrio de Inshaat hasta el borde del distrito de Bab Al Amr.
Un miliciano de la FSA le dijo al periodista británico Paul Wood, haber ejecutado a 11 prisioneros de guerra con el pretexto de que eran Shabiha, luego de una emboscada de vehículos blindados en diciembre, durante los cuales otros ocho soldados también murieron. También le mostró un video que, según él, era de uno de los teléfonos celulares Shabiha que mostraba decapitación de presos de la oposición. El 14 de febrero, un comandante de la FSA dijo a los reporteros que sus hombres habían rechazado un asalto por tierra en el distrito de Bab amr, y que cuatro tanques del gobierno habían sido destruidos cuando intentaron ingresar, aunque no se pudieron verificar sus afirmaciones.
El 22 de febrero de 2012, la periodista estadounidense Marie Colvin y el fotógrafo francés Rémi Ochlik fueron asesinados cuando un cohete impactó en su casa de seguridad. La víspera de su muerte, uno de ellos, Colvin, había hablado con CNN y con otros sobre los "indecisos ataques" contra los civiles, que eran "absolutamente repugnantes", mientras el gobierno perseguía sus objetivos. Otro fotógrafo, Paul Conroy, y la periodista francesa Edith Bouvier (Le Figaro) también resultaron heridos durante el ataque. Nicolas Sarkozy describió el asesinato como un asesinato. Se cree posible que los periodistas fueron atacados. El editor de The Sunday Times también dijo que creía que su reportero había sido atacado. 
Siete activistas civiles fueron encontrados ejecutados supuestamente por el gobierno sirio porque habían estado colaborando con el grupo de acción Avaaz. El grupo había estado entregando ayuda médica a Homs. Otros dos, incluido un extranjero, permanecieron desaparecidos. El extranjero era un paramédico del grupo cuando Avaaz no reveló su nombre o nacionalidad, sino que alertó a la embajada del país. "Llevaban un respirador y medicamentos", dijo un activista de Avaaz. Después de perder el contacto con ellos, un miembro de la red dijo que "encontró a siete de ellos muertos a tiros, con las manos atadas a la espalda... justo antes de la entrada a Baba Amr", a la AFP. "Esos eran activistas civiles, voluntarios no pagados", dijo, acusando a "Shabiha (milicia pro régimen) o fuerzas armadas" de matar a los hombres cuyas edades oscilaban entre los 16 y los 24 años.
El 27 de febrero de 2012, el Observatorio Sirio de Derechos Humanos informó que se encontraron 68 cuerpos entre las aldeas de Ram al-Enz y Ghajariyeh y que fueron trasladados al hospital central de Homs. Las heridas mostraron que algunos de los muertos fueron fusilados, mientras que otros murieron cortando armas. Los Comités de Coordinación Local, otro grupo de oposición, informaron que se encontraron 64 cadáveres, todos hombres adultos. Estas dos fuentes plantearon la hipótesis de que las víctimas eran civiles que intentaron huir de la batalla en Homs y luego fueron asesinados por una milicia oficial.
Sin embargo, otros activistas informaron otra versión de los asesinatos, diciendo que las víctimas eran alawitas, de la misma secta que el presidente. Los cuerpos fueron recuperados en áreas pro-gubernamentales. Un periodista lesionado fue contrabandeado con éxito al Líbano por rebeldes y voluntarios sirios, pero el intento costó la vida a varios soldados rebeldes y a 13 voluntarios de los 35 que envió el grupo Avaaz. El número de muertos de la operación fue revisado más tarde a 23 muertos.

#### Caída de Baba Amr

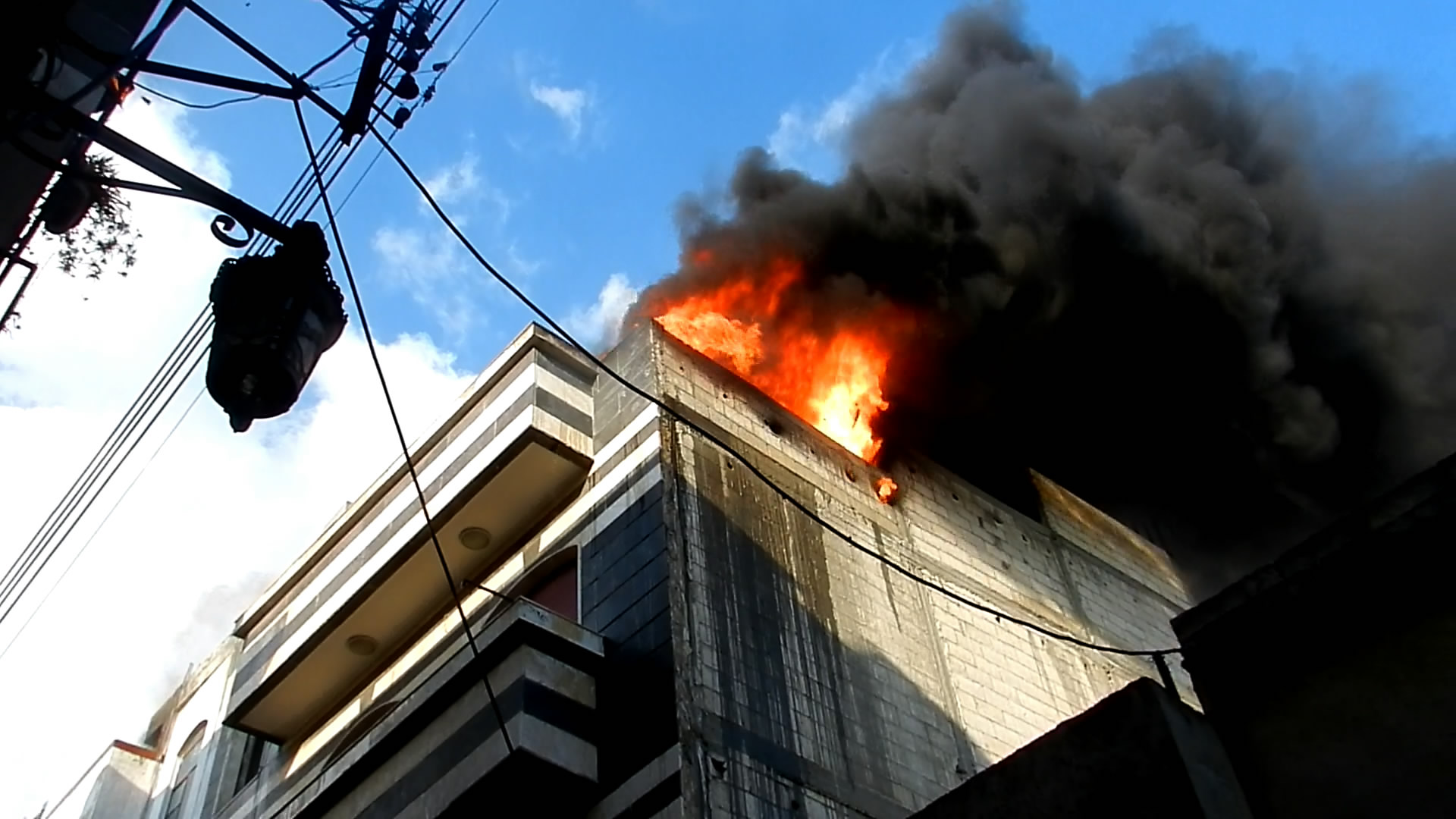
Quema el edificio en Homs después del bombardeo del ejército sirio.

El 28 de febrero de 2012, los refuerzos de una unidad militar de élite siria, dirigida por el hermano del presidente sirio, tomaron posiciones en Homs. Lograron sellar completamente la ciudad, en particular destruyendo un túnel. En la mañana del 29 de febrero, un activista afirmó que el ejército sirio había lanzado un ataque por tierra con infantería en el distrito de Baba Amr, controlado por los rebeldes. Un funcionario sirio que habló bajo condición de anonimato pareció confirmar que las fuerzas de seguridad avanzaban en este distrito, lo estaban "limpiando" de combatientes rebeldes y que la operación terminaría en cuestión de horas. Sin embargo, a medida que comenzaron a surgir más informes a última hora de la tarde, parecía que no se había producido una invasión por tierra después de todo, con el corresponsal de The Guardian en Oriente Medio, Martin Chulov, su colega Peter Beaumont y el autodenominado "periodista ciudadano" sirio. Omar Shakir tuiteó que el ejército sirio no había entrado en el distrito.
Los fuertes bombardeos continuaron, mientras tanto. Aunque las Brigadas Farouq de la FSA que defendían a Baba Amr declararon que lucharían hasta el último hombre, se informó que algunos de los líderes de la FSA ya habían escapado del distrito.
En la mañana del 1 de marzo, la situación era muy confusa debido a un apagón total de información de Baba Amr. Dos grupos opositores dijeron que el Ejército sirio no tomó el cuartel, mientras que según otro, el ejército tomó una porción del distrito, informó el grupo Avaaz. El Consejo Revolucionario de Homs dijo que no tenían noticias sobre la situación en Baba Amr.
Más tarde, el ejército sirio tomó el control total del barrio de Baba Amr, según un funcionario sirio. Los líderes rebeldes informaron que se retiraron del barrio y que algunos combatientes se quedaron para cubrir el retiro. Durante su retirada, 17 rebeldes fueron capturados por los militares y ejecutados en el lugar. El grupo activista Avaaz, por su parte, afirmó que eran civiles y que fueron decapitados, pero esto no fue confirmado por otras fuentes. Los grupos de ayuda dijeron que habían recibido luz verde del ejército para entregar los suministros y tratamientos necesarios aunque los soldados del gobierno los sostuvieron, en medio de sospechas de que esto era para encubrir los delitos que estaban en proceso de cometer. Luego, el CICR informó que se le había negado el acceso a Baba Amr, calificándolo de "inaceptable". La Alta Comisión de Derechos Humanos de la ONU (ACNUR) dijo que había recibido informes de ejecuciones en Homs. En una fecha posterior, un comandante de la FSA declaró que de los 250 combatientes rebeldes que defendían el distrito 114 murieron en la lucha.
La conquista del barrio de Baba Amr por el ejército sirio provocó múltiples reacciones de analistas y funcionarios. Un analista cercano al gobierno sirio llamado Taleb Ibrahim comentó que era el comienzo de la victoria, comentando que el ejército había quebrado la espalda de la oposición armada. El comandante del Ejército Sirio Libre, Riad al-Asaad, prometió continuar luchando hasta la caída del gobierno y dijo que sus tropas tenían que irse debido a las malas condiciones de los civiles. Un funcionario libanés dijo que el ejército sirio quería recuperar Homs a toda costa y señaló que ese resultado dejaría a la oposición sin un bastión. Ayham Kamel, un analista de Medio Oriente, analizó que el Ejército sirio usó a Baba Amr para enviar el mensaje de que aún era la fuerza dominante en el campo de batalla. Señaló además que Baba Amr era una base importante para la organización y el suministro de armas de la oposición. El primero de marzo, la oposición pudo llevar de contrabando a los periodistas franceses, los últimos que permanecieron en la ciudad, Edith Bouvier y William Daniels, al Líbano en una operación que costó la vida de 6 miembros del Ejército Sirio Libre. El periodista británico Paul Conroy, quien escapó de la ciudad hace unos días, describió la situación como una "masacre indiscriminada" y comparó a Homs con la batalla de Grozny.
Los residentes que huían le dieron informes a un periodista de la BBC sobre las atrocidades en Homs. Los refugiados que huían dijeron que los leales al gobierno reunieron a 36 hombres y niños en el distrito y los mataron. Testigos dijeron que los leales habían estado cortando las gargantas de los prisioneros. Esto es mientras los hombres de una división del ejército de élite desertaron y dijeron que habían desertado porque habían recibido órdenes de disparar a todo, militares y civiles por igual, y uno dijo que fue testigo de cómo su comandante ejecutaba a un anciano. El 5 de marzo de 2012, Channel 4 News mostró una película del hospital militar en Homs que mostraba evidencias de abusos encubiertos, de civiles heridos sometidos a torturas: electrocuciones, fracturas de piernas, golpizas con látigos y cables eléctricos, atados a camas, penes atados para prevenir micción, gangrena no tratada por antibióticos. Los residentes de Bab Amr estaban muy enojados por la decisión de retirarse del Ejército Sirio Libre, y uno de ellos dijo que los rebeldes eran cobardes para irse, y agregó que si se retiraban, deberían haberlo hecho el primer día y no después de un mes. de asedio. Los rebeldes se retiraron de nuevo, dejando a toda prisa un pueblo a las afueras de Homs.
El periódico sirio Al-Watan informó que se encontraron cuerpos de extranjeros, incluido el de un europeo, que presuntamente portaba el pasaporte del periodista Espinoza, y el gobierno afirmó que "era sospechoso de comandar a un grupo de rebeldes". Un comandante de la FSA declaró que cinco libios entre los rebeldes habían muerto en los combates en Homs.
La jefa humanitaria de la ONU, Valerie Amos, dijo que la ciudad siria de Homs había sido "completamente devastada" y escuchó disparos durante una visita el 7 de marzo, dijo su portavoz a la agencia de noticias AFP. A Amos también se le impidió ir a áreas en Homs que aún mantiene la oposición después de que el ministro de Relaciones Exteriores de Siria le dijo que podía ir a cualquier parte del país, dijo la portavoz de asuntos humanitarios de la ONU, Amanda Pitt.
Un periodista de la BBC, Paul Wood, que regresó a Homs a principios de marzo, informó que se encontró con muchos grupos de mujeres y niños, sin hombres, que contaron historias de redadas y masacres y de una población aterrorizada por lo que las fuerzas gubernamentales.

### Masacre de Karm al-Zeitoun
El 9 de marzo de 2012, 30 tanques del ejército sirio entraron en el barrio de Karm al-Zeitoun. Después de esto, se informó que el Ejército sirio había masacrado a 47 mujeres y niños en el distrito (26 niños y 21 mujeres), algunos de los cuales habían sido degollados, según activistas. La oposición afirmó que los principales responsables de los asesinatos fueron la fuerza paramilitar del gobierno, la Shabiha. El Consejo Nacional de Siria (SNC), el principal grupo de oposición, convocó a una reunión de emergencia del Consejo de Seguridad de la ONU para discutir la "masacre", que según dijo se llevó a cabo el 11 de marzo. Hadi Abdallah, un activista sirio, dijo: "Algunos de los niños habían sido golpeados con objetos contundentes en la cabeza, una niña pequeña fue mutilada y algunas mujeres fueron violadas antes de ser asesinadas", dijo. Se hizo un video de los cuerpos. El gobierno sirio reconoció que la masacre había tenido lugar, pero afirmó que los responsables fueron "pandillas armadas".
El 13 de marzo, activistas de la oposición publicaron un video en internet que mostraba al ejército que bombardeaba el distrito de Karm al-Zeitoun.

### Marzo de 2012 bombardeos y combates
El 20 de marzo de 2012, se informó que 14 personas murieron en una nueva ronda de bombardeos, que continuó hasta el día siguiente, golpeando los barrios de la oposición de Khalidiya, Qussor y Bayada en el norte de Homs. Según informes, los militares también entraron en Khalidiya. El grupo activista de la oposición, el LCC, declaró que otras 40 personas murieron en el segundo día del bombardeo, incluidas 25 en Khalidiya.
El 24 de marzo, la mayoría de las fuerzas rebeldes se retiraron del distrito de Bab Sbaa, bajo intensos bombardeos, mientras los militares se movían y varios civiles también intentaban abandonar el vecindario. Sin embargo, los activistas informaron que el vecindario aún estaba bajo el bombardeo de fuertes bombardeos el 26 de marzo. Sin embargo, un activista declaró que la presencia de la FSA en el distrito era pequeña y que no estaban en condiciones de hacer nada. Otro activista también confirmó más tarde la captura del distrito.
El 2 de abril, unos 40 miembros de la FSA capturaron el Hospital Nacional en el distrito de Juret al-Shayah.
De acuerdo con un activista, en los nuevos enfrentamientos del 8 de abril, se describió que los morteros caían "como lluvia" en el barrio de Khaldiyeh, controlado por la oposición. Al parecer, un hospital improvisado estaba lleno de 40 cadáveres. Según el activista, es posible que tengan que ser enterrados "en jardines públicos" debido a la falta de otras opciones posibles.

### Durante el cese al fuego mediado por la ONU
El 14 de abril de 2012, en la mañana se produjeron bombardeos en los distritos de Juret al-Shayah y al-Qarabis que violaron la tregua de Kofi Annan que se implementó el mismo día.
El 15 de abril, se informó que el ejército sirio estaba bombardeando el barrio de al-Waer de la academia militar cercana. SANA también informó que terroristas mataron a 12 civiles en el barrio de al-Zahra en lo que parecía un ataque de la FSA.
El 16 de abril, tres bombardeos de al-Khalidiya llegaban a los bombardeos. El gobierno también atacó al-Bayada y tomó el control de la mitad. También intentaron asaltar a Juret al-Shayah y al-Qarabis, pero fueron rechazados por la FSA.
El 20 de abril, un líder rebelde declaró que 2.000 milicianos de las Brigadas Farouq habían sido asesinados en la provincia de Homs desde agosto de 2011. En este punto, hubo conversaciones entre los rebeldes en Qusayr, donde la mayoría de los rebeldes sobrevivientes de Baba Amr huyeron, y Homs fue abandonado por completo.
El corresponsal de Sky News, Tim Marshall, se encontraba en el distrito al-Khalidiya, controlado por los rebeldes. Marshall afirmó que la FSA aún controlaba grandes áreas de la ciudad. Cientos de civiles todavía vivían en Khalidiya, a pesar de los fuertes bombardeos. El Hospital Nacional de Homs en el distrito de Juret al-Shayah, capturado por la FSA semanas antes, habría sido gravemente dañado por los bombardeos de artillería del gobierno. El informe de Marshall, el 1 de mayo, declaró que los francotiradores del Ejército aún estaban activos en la ciudad. En muchas calles, se cubrían lonas de lona de un lado a otro y se habían levantado muros de concreto para evitar que los francotiradores tuvieran una línea de visión clara hacia Khalidiya. En algunas calles más pequeñas, que los francotiradores pueden ver claramente, la gente tuvo que entrar en una carrera para cruzar. El comandante de la FSA de Homs, Abdul Razzack Tlas, señaló la actividad de los francotiradores como una violación del alto el fuego de la ONU, aunque la ONU dijo que ninguna de las partes está completamente de acuerdo con el alto el fuego.
A fines de abril, los observadores militares de la ONU notaron una rara pausa en los combates en Homs y, a principios de mayo, las operaciones militares ofensivas en la ciudad habían cesado, aunque continuaron los enfrentamientos esporádicos y los bombardeos callejeros. El gobierno controlaba la mayor parte de la ciudad, sin embargo, los rebeldes aún mantenía entre el 15 y el 20 por ciento de la ciudad, con un área similar aún en disputa.
En mayo, la Iglesia armenia informó que las FSA se habían apoderado de la Iglesia apostólica armenia en el distrito Hamida de Homs, que luego establecieron un hospital dentro de la escuela Isahakyan de la iglesia.
El 24 de mayo, un panel de la ONU informó que, además de una serie de violaciones de derechos humanos cometidas por el ejército sirio, observando que "las fuerzas de seguridad del estado continuaron usando fuerza letal contra manifestaciones antigubernamentales en Idlib, Homs, Alepo, Hama, Damasco - y que con demasiada frecuencia los civiles son los más afectados por la violencia, la FSA también fue responsable de la tortura y la ejecución de varios soldados capturados. Las fuentes para el informe del panel incluyeron relatos de testigos presenciales de combatientes de la FSA que participaron en los asesinatos. Un desertor perteneciente a las Brigadas Farouq declaró que ejecutaron a soldados del gobierno después de que confesaron, durante la tortura, delitos contra civiles. Entre los muertos había presuntamente tres francotiradores iraníes. En los distritos de Jabal al Zawiya y Deir Sinbal, se han establecido prisiones improvisadas de la FSA para los soldados capturados.
El 26 de mayo, el secretario de Asuntos Exteriores británico William Hague dijo que Gran Bretaña podría coordinar una "fuerte respuesta" a la matanza de Houla, un pueblo cerca de Homs, y una declaración del Consejo de Seguridad de la ONU, aprobada también por Rusia y China, condenó el Asesinatos: "el resultado de artillería del gobierno y bombardeos de tanques en un vecindario civil". El supuesto uso de armas pesadas por parte del gobierno en áreas civiles fue condenado. 
El 29 de mayo, Bassel Shahade, que había filmado a Homs durante el conflicto y apareció en un nuevo programa hablando de cómo el ejército había sitiado la ciudad, fue asesinado en Homs.
El 30 de mayo, un video de la oposición presuntamente mostraba el reinicio del bombardeo de la ciudad.
El 6 de junio, un informe de la CNN mostró que la calle Cairo (calle Al-Qahira) era una línea de frente entre la FSA que controlaba el distrito de al-Kalidiya y el gobierno sirio que controlaba el distrito de al-Bayada. Varios de los combatientes de la FSA eran ex civiles y algunos eran desertores del ejército. El vídeo les mostró cómo se coordinaban a través de la radio y habían hecho agujeros que conectaban un edificio con el siguiente para que no tuvieran que usar las calles abiertas.

### Junio de 2012 ofensiva del ejército.
El 8 de junio de 2012, se informó que los bombardeos se habían incrementado en el al-Kalidiyah de la FSA, a una tasa de 10 proyectiles por minuto. Tras los bombardeos, el ejército sirio intentó atacar el distrito.
El 9 de junio, el ejército sirio irrumpió en el barrio de al-Guta, controlado por los rebeldes, y comenzó a realizar redadas. Se informó de bombardeos en varias partes de la ciudad, durante las cuales murieron 25 personas, incluido el alcalde del barrio de al-Khalidiyah, que había sido objeto de fuertes bombardeos desde el día anterior. Con la captura de al-Guta, el Ejército había sitiado a los rebeldes.
A principios del 10 de junio, los rebeldes capturaron una base de misiles de la Fuerza Aérea al norte de Homs, con la ayuda de 22 soldados de la unidad estacionada allí. Saquearon varios fusiles de asalto y granadas propulsadas por cohetes y amenazaron con disparar los misiles contra el palacio presidencial en Damasco si el presidente al-Assad no se rendía. Sin embargo, poco después, la artillería del gobierno golpeó la base y un contraataque del Ejército la recapturó. Los rebeldes no pudieron llevar consigo los grandes y pesados misiles tierra-aire SA-2, que se fijaron a los lanzadores. Un proveedor de imágenes satelitales mostró la base de al-Ghanto en llamas tras los ataques de artillería. Los activistas de la oposición también informaron una campaña de bombardeo de Homs más intensificada.
El 12 de junio, los residentes del barrio controlado por los rebeldes de al-Khalidiyah dijeron a Al Jazeera English que habían estado atrapados en sus hogares durante tres días sin electricidad ni agua. Otros barrios también fueron atacados por bombardeos. En el distrito de Bab Amr, que había sido retomado por el Ejército a principios de marzo, aparecieron videos que mostraban a dos tanques del gobierno explotando en el puesto de control de Kafar Aya, uno de los más grandes del distrito. Las unidades locales de la FSA habrían relanzado los ataques en el vecindario para disminuir la presión sobre al-Khalidiyah y otras áreas que estaban siendo bombardeadas.
El 15 de junio, más combates estallaron con los bombardeos del Ejército, entre otros distritos controlados por los rebeldes, Baba Amr. La brigada FSA Baba Amr afirmó haber tomado el control de un punto de control que lleva a la ciudad dos días antes. La FSA declaró que sus fuerzas intentaron recuperar el distrito de Baba Amr y llegaron a la entrada del vecindario, pero fueron rechazadas por los helicópteros del Ejército.
Luego, el 17 de junio, después de intensos combates con tropas del gobierno al borde de Baba Amr, activistas de la oposición afirmaron que los combatientes rebeldes reclamaron una gran parte del área. Sin embargo, esto no fue confirmado de forma independiente. El mismo día, un activista declaró que el Ejército intensificó su ofensiva contra la ciudad, atacando sistemáticamente los barrios. Se informó que Shabiha se hizo cargo de todos los hospitales de la ciudad, por lo que docenas de heridos no recibieron tratamiento y que el Ejército había separado a cada uno de los distritos de Homs. Un activista de la oposición afirmó que "el 85% de Homs está ahora bajo bombardeo o bombardeo con proyectiles de mortero y ametralladoras pesadas". El bombardeo fue principalmente en las áreas controladas por los rebeldes en los barrios de Old Homs, Al-Khalidiya, Jourat al-Shayyah, Qarabis y al-Bayada.
La oposición siria dijo que, en ese momento, 30,000 soldados y milicianos progubernamentales se habían reunido en la ciudad. El SNC afirmó que se estaba acercando una "masacre inminente" al afirmar que el gobierno se estaba "preparando para llevar a cabo un ataque salvaje que podría masacrar a los residentes de la ciudad".
El 19 de junio, según informes, continuaron los enfrentamientos generalizados en torno a Baba Amr y se vio humo negro en la zona después de que se dijera que un oleoducto había sido destruido en la lucha.
Alrededor del 20 de junio, los rebeldes lanzaron una ofensiva total en el distrito de Baba Amr después de que los rebeldes expulsaron a cientos de soldados de un par de bases en el distrito. Como respuesta, los militares comenzaron a usar helicópteros de combate en la ciudad por primera vez, mientras que los combatientes rebeldes seguían resistiendo los ataques militares en los distritos de Old Homs.
Para entonces, los cristianos restantes de la ciudad estaban atrapados por los combates en los distritos controlados por los rebeldes de Hamidiyeh y Bustan Diwan. Un cuarto intento de un alto el fuego negociado, para evacuar a los civiles atrapados, estaba en marcha. Sin embargo, el negociador jefe se sentía desesperado. Dijo que en intentos anteriores, el Ejército había acordado una tregua de dos horas para permitir que los mediadores evacuaran a las personas asediadas, pero fueron bloqueados por los rebeldes. Esto fue confirmado al menos por un residente de Homs, quien dijo que temía que los rebeldes quisieran mantener a los cristianos atrapados en la ciudad como moneda de cambio mientras se intensificaban los bombardeos y ataques terrestres del Ejército en Homs. Los que lograron escabullirse se establecieron en un área fuera de la ciudad, apodada Valle de los Cristianos.
El 28 de junio, SANA reclamó una serie de incidentes violentos alrededor de Homs. En uno, un grupo de rebeldes abrieron fuego y mataron a un profesor de la Universidad al-Baath en Homs. La mataron junto con su madre, su padre y tres de los hijos de su hermana. Poco después, las fuerzas de seguridad se enfrentaron con el grupo matando a 10 rebeldes e hiriendo a 20. Dos de los muertos habrían sido árabes de nacionalidad extranjera. Al mismo tiempo, una redada de las fuerzas de seguridad en el suburbio de Taldaw mató a un rebelde y se apoderó de un escondite de armas. Además, el líder de un grupo rebelde, Khaled al-Hamad, conocido como Abu Sakar, fue asesinado durante las operaciones de seguridad junto con varios de sus combatientes.
El 29 de junio, según SANA, otro líder de un grupo rebelde fue asesinado durante los combates en el barrio Joret al-Shayyah de Homs. Otros rebeldes murieron cuando un dispositivo explosivo explotó en su escondite de armas.
El 2 de julio, los distritos controlados por los rebeldes de Joret al-Shayyah, al-Khalidiyah y la Ciudad Vieja fueron bombardeados por el Ejército.
El 3 de julio, los militares intentaron asaltar a Joret al-Shayyah.
El 5 de julio, el día 29 de la nueva ofensiva militar, el bombardeo de artillería pesada continuó golpeando el barrio de Joret al-Shayyah. Los combates también estaban en marcha en el distrito de Al Sultania y la población local había abandonado el distrito de Baba Amr que, según informes, había quedado completamente destruido.
El 9 de julio, una nueva ronda de disparos de artillería golpeó a Joret al-Shayyah, al-Khalidiyah y Old City y los combates continuaron en Al Sultania. Siete soldados murieron en los enfrentamientos.
El 11 de julio, Joret al-Shayyah todavía estaba siendo bombardeado y el distrito de Qarabees también fue golpeado.
Un equipo de noticias de Press TV visitó Joret al-Shayyah y confirmó que el área era un territorio en disputa con una parte del vecindario controlada por los militares y otra por los rebeldes. Un oficial del ejército declaró que sus fuerzas habían matado o herido a más de 400 rebeldes en los recientes combates en Joret al-Shayyah.

### Estancamiento
El 21 de julio de 2012, comenzó un motín en el antiguo edificio de la prisión central. Algunos guardias desertaron y apoyaron a los alborotadores allí. Sin embargo, las fuerzas de seguridad rodearon la prisión y se enfrentaron con prisioneros que dejaron entre 3 y 4 muertos. Los activistas dijeron que entre 5.000 y 6.000 prisioneros estaban en la prisión central de Homs y temían una masacre. Más tarde, se informó que el motín había sido aplastado.
El 29 de julio, SANA afirmó que las tropas gubernamentales mataron a 16 combatientes rebeldes extranjeros y capturaron a otros en la ciudad. La agencia de noticias estatal también alegó que un líder rebelde, Hamza al-Tesh, fue asesinado en al-Khalidya al día siguiente.
El 4 de agosto, la radio estatal afirmó que 40 combatientes rebeldes fueron asesinados, mientras que otros resultaron heridos durante una operación militar en el distrito de al-Hamidieh. El siguiente día, SANA afirmó que decenas de rebeldes murieron y resultaron heridos cuando su depósito de municiones explotó en el distrito de Jouret Ashayah.
El 7 de agosto, 16 civiles, en su mayoría alawitas y cristianos, fueron asesinados por las fuerzas rebeldes. El mismo día, SANA afirmó que siete rebeldes fueron asesinados durante los enfrentamientos.
El 12 de agosto, los militares lanzaron una incursión en el barrio de al-Shamas y detuvieron a 350 personas, en su mayoría jóvenes en edad militar. Según informes, 10 de los detenidos fueron ejecutados con el destino de los otros 340 desconocidos. La opositora SNC afirmó que los hombres ejecutados eran civiles, mientras que el grupo activista SOHR confirmó que las personas fueron detenidas pero no mencionó las ejecuciones. Tres niños en un minibús fueron asesinados cuando intentaban huir con sus padres del distrito de Shamas durante la operación militar. Después de la operación, un general de brigada desertó, afirmando que el barrio de Shamas no tenía elementos de la FSA y que los asesores militares iraníes dirigieron a Shabiha durante la operación. El periódico sirio Watan informó que 40 rebeldes fueron asesinados y 70 capturados durante las operaciones en al-Shamas. El mismo día, el Ejército lanzó una operación en al-Hamidyeh, matando a decenas de rebeldes en dos escondites y destruyendo un depósito de municiones. El Ejército también arrestó a 26 personas en Tabliseh, informaron medios estatales.
El 13 de agosto, un sargento de las fuerzas especiales que había desertado alegó que los oficiales alauitas ordenaron la violación de niñas adolescentes en Homs, quienes serían fusiladas posteriormente.
El 3 de septiembre, un coronel de la FSA anunció la formación de un "Consejo Militar Revolucionario" en Homs, en un vídeo subido a YouTube. En el vídeo, el coronel Fatih Fahd Hasoon anunció la formación del consejo para unificar a todas las brigadas de la FSA en la provincia central de Siria. Juró que el consejo "liberaría a Siria de las brutales bandas del régimen de Assad" y se nombró a sí mismo como su líder.
El 5 de septiembre, Breaking News Network informó que 40 rebeldes murieron en enfrentamientos con el Ejército Sirio en el vecindario de Bab Hud, 32 más rebeldes murieron en una operación, informaron los medios de Sham.

### Octubre de 2012, ofensiva del ejército
El 5 de octubre de 2012, Homs experimentó su peor bombardeo en meses cuando aviones de combate, tanques y artillería lanzaron misiles y morteros contra barrios controlados por los rebeldes, como Old Homs, Khaldiya, Qusour y Jouret el-Shayah.
El 8 de octubre, las fuerzas gubernamentales avanzaron hacia el distrito de Khalidiya, controlado por los rebeldes, en medio de intensos combates y lo que se describió como el ataque más cruel del Ejército hasta ahora. El avance fue confirmado por los rebeldes que declararon que se vieron obligados a retirarse debido al fuego de artillería que destruyó varios edificios que estaban siendo utilizados por los combatientes de la oposición como una barrera entre ellos y los militares.
Para octubre de 2012, Hezbolá operaba abiertamente en el área de la ciudad vecina de al-Qusayr, en conjunto con las fuerzas militares sirias. Una fuente militar dijo en octubre que el Ejército lanzó una amplia ofensiva para tomar el control de todos los barrios restantes de Homs y la ciudad vecina de Al Qusayr también. La fuente esperaba que la operación tardara una semana en completarse. Sin embargo, Al Qusayr permaneció en manos de los rebeldes, quienes reportaron haber matado a 60 combatientes de Hezbolá en la ciudad. Otros 16 fueron capturados en los distritos de Sayida Zeinab y Qabboun de Homs, según miembros de la FSA.
Un residente de Homs que vivía en un barrio controlado por los rebeldes dijo que el bombardeo fue muy intenso. Añadió que el ejército sirio controlaba el 75% de la ciudad y que el resto podría caer en cualquier momento debido a la fuerza del ataque del Ejército.
El 9 de octubre, un residente que vivía en el distrito de Hamidiya controlado por los rebeldes describió la ofensiva del ejército sirio como una guerra psicológica, y dijo que el ejército sirio hizo pocas o ninguna ganancia en los distritos de Old Homs, siendo repetidamente rechazado por las fuerzas rebeldes. Esto contraste con la confirmación de un activista de la oposición de que el ejército había "asaltado parte de Khaldiyeh" y la retirada de los rebeldes reportada el día anterior dentro del distrito, que fue confirmada por combatientes rebeldes. Además, el Ejército reportó avances continuos en el área, donde, según informes, perseguían remanentes rebeldes.
El 10 de octubre, el periódico pro-gobierno "Al Watan" dijo que el ejército sirio controlaba a todos los Homs, a excepción de algunos barrios que aún están en poder de los rebeldes. El Observatorio Sirio de Derechos Humanos dijo en un correo electrónico que el ejército sirio renovó los bombardeos de los barrios de Khalidiya, Jouret Shiyah y Old Homs. El activista opositor Abu Bilal al-Homsi dijo a través de "Skype" a "AFP", desde Old Holms, "Estamos completamente rodeados, no tenemos salida". También pidió a las organizaciones no gubernamentales que envíen ayuda, señalando que "los hospitales están abrumados con los heridos que necesitan cirugía y deben ser evacuados". Los activistas rechazaron los reclamos del gobierno sobre los distritos en la ciudad de Homs y un coronel de la FSA señaló que el gobierno no había tomado el control de ningún distrito, pero "están avanzando en algunos distritos y se están retirando en otros". dijo que "las fuerzas de al-Assad no pueden hacer nada más que asaltar la entrada de un distrito y luego retirarse de inmediato, a pesar de la magnitud de la destrucción que están causando".
El 12 de octubre, el ejército sirio lanzó otra serie de intensos bombardeos aéreos y de artillería en Homs y las ciudades circundantes. Khalidiya fue especialmente golpeada con fuerza, un día después de que el Ejército sufriera grandes pérdidas en un intento por capturar el distrito. Activistas de la oposición afirmaron que 50 soldados y milicianos fueron asesinados.
El 13 de octubre, los militares informaron haber matado a 25 rebeldes en el distrito de Bab al-Hood.
El 14 de octubre, los rebeldes avanzaban hacia el distrito sur de Bab Amr. Un portavoz de la oposición dijo que "Todos los días hay enfrentamientos entre el régimen y la FSA (Ejército Libre de Siria) en el barrio de Sultaniya. La FSA tiene muchos batallones en Homs. Hay muchos muertos, tanto del régimen como de la FSA". Añadió que "muy pocos civiles permanecen en los barrios alrededor de Homs". Hubo intensos combates en los distritos de Bab Hud y Bab al-Turkman, y se mató a un número desconocido de personas de ambos bandos.
A fines de octubre, un oficial del ejército sirio en Homs estimó que había entre 1.500 y 2.000 rebeldes en el distrito de la Ciudad Vieja. En este momento, las tropas gubernamentales despejaron el área de Bab al-Sebaa capturando una escuela que estaba siendo utilizada como un bastión rebelde.

### Situación diciembre de 2012
A mediados de diciembre de 2012, los militares habían recuperado el control de casi todos los distritos de Homs, excepto la Ciudad Vieja y el distrito de Khalidiya, donde los rebeldes aún se encontraban bajo el asedio del Ejército. Los rebeldes continuaron intercambiando disparos de francotiradores y morteros con las fuerzas gubernamentales, pero en su mayor parte la ciudad estaba en calma y la mayoría de las tiendas y mercados de la ciudad estaban abiertos y el tráfico fluía libremente. Un conductor de autobús dijo: "Homs ahora es más seguro que Damasco". Una de las pocas áreas donde la vida aún no había regresado a la normalidad era el área de Armenia, que al parecer fue golpeada por varios proyectiles disparados por los rebeldes de la Ciudad Vieja. En una ocasión, un edificio de cuatro pisos se derrumbó, matando a cinco personas e hiriendo a otras 37. Los aviones de combate continuaron bombardeando las áreas controladas por los rebeldes y Sky News describió la escena en las áreas controladas por los rebeldes y sus líneas de frente como brutal guerra de guerrillas de baja tecnología.
El 23 de diciembre, activistas de la oposición afirmaron que el ejército sirio lanzó bombas que contenían gas venenoso contra las posiciones rebeldes en el distrito de Bayada, y que seis o siete rebeldes murieron y otros 70 resultaron heridos. Los residentes dijeron que no sabían la naturaleza del gas. La afirmación del uso de agentes nerviosos fue apoyada por el General de División Abdoul-Aziz Jassius al-Shallal, el exjefe de la policía militar siria, que había desertado de la oposición. Un funcionario estadounidense le dijo a Danger Room que, basándose en el video de las víctimas, "simplemente no coincide con las armas químicas". El vice primer ministro israelí, Moshe Ya'alon, también expresó sus dudas sobre las afirmaciones de los rebeldes, citando la falta de corroboración para ellos.
El 24 de diciembre, el ejército sirio atacó el distrito controlado por los rebeldes de Deir Baalba y el 29 de diciembre, después de varios días de intensos combates, los militares capturaron el distrito cuando las fuerzas rebeldes se retiraron del área. El barrio había estado bajo sitio durante meses. Con la pérdida de Deir Baalba, las fuerzas rebeldes se quedaron solo con Khalidiya y la Ciudad Vieja como los últimos barrios restantes bajo su control. Al día siguiente, los militares lanzaron descargas de cohetes contra los barrios rebeldes restantes.
Tras la captura del distrito, los activistas de la oposición afirmaron que hasta 150 a 220 personas fueron detenidas por los militares, llevadas a una universidad petroquímica y ejecutadas, con sus cuerpos quemados o llevados. La red de noticias de la oposición Shaam informó que se encontraron unos 150 cuerpos carbonizados en el vecindario de Deir Baalba. Sin embargo, no hubo una verificación independiente de las reclamaciones y un activista de la oposición solo pudo contar 27 cuerpos.

### Enero-febrero de 2013 ofensiva del ejército y contraofensiva rebelde.
El 15 de enero de 2013, las tropas gubernamentales invadieron la aldea de Basatin al-Hasawiya, en el límite de la ciudad. Los activistas de la oposición afirmaron que durante la operación los milicianos y soldados en favor del gobierno masacraron a 106 civiles, entre ellos mujeres y niños, disparándolos, apuñalándoles o posiblemente quemándoles hasta matarlos.
El 20 de enero, tras los intentos de los rebeldes de avanzar en nuevas áreas de Homs desde el campo, el Ejército lanzó una ofensiva de represalia para detener la infiltración de los rebeldes. Durante tres días, entre el 20 y el 22 de enero, estallaron intensos combates en las zonas occidentales de Homs, donde murieron o resultaron heridos 130 soldados y milicianos progubernamentales, y 23 de ellos fueron confirmados como muertos. Hasta el 25 de enero, 120 civiles y entre 30 y 40 rebeldes también habían sido asesinados. Activistas de la oposición afirmaron que 10,000 milicianos progubernamentales fueron traídos como refuerzos de Tartous para la ofensiva. El Ejército se estaba enfocando en asegurar un cruce de carreteras vital en las afueras de la ciudad, que está en una línea de suministro a las fuerzas gubernamentales en el interior del país. El 26 de enero, más de 20 rebeldes y civiles adicionales murieron en combates en el área de la granja Jobar-Kafraya en el extremo suroeste de Homs. Un médico de un improvisado hospital subterráneo informó que las fuerzas de la oposición y los civiles estaban rodeados. Los rebeldes de la cercana ciudad de Qusair intentaban aliviar la presión sobre las fuerzas de la oposición en el borde occidental de Homs y, en una contraofensiva, dos días antes lograron hacer retroceder ligeramente a las fuerzas del gobierno. Sin embargo, los militares continuaron golpeando el área con artillería y ataques aéreos y la oposición armada se había debilitado en la ciudad después de una caída en el suministro de municiones en las semanas anteriores debido al endurecimiento del asedio del Ejército en las áreas occidentales.
Al mismo tiempo, BBC News informó que en el resto de la ciudad, que está controlada por el gobierno, una "calma frágil" había regresado.
El 14 de febrero, el ejército sirio capturó el distrito suroeste de Jobar, después de que los rebeldes se retiraron del área. Una semana antes, los militares también habían tomado el suroeste del distrito de Kafraya.
El 20 de febrero, activistas rebeldes distribuyeron un vídeo de lo que afirmaron fue la destrucción en el distrito de Al-Qarabis después de que, según informes, lo asaltaron y tomaron el control.

### Marzo de 2013 ofensiva renovada del ejército y contraofensiva rebelde
El 3 de marzo de 2013, las tropas gubernamentales lanzaron una gran ofensiva en el territorio controlado por los rebeldes en Homs, donde los rebeldes ya habían sido reforzados por unidades rebeldes que llegaban de Al-Qusayr. Los barrios atacados fueron la Ciudad Vieja, Jouret al-Shiah, Khaldiyeh y Qarabees. Se informó que fue el peor combate en meses, ya que se contabilizaron decenas de muertos en ambos bandos.
Para el 6 de marzo, las fuerzas gubernamentales bombardearon la Ciudad Vieja y Khaldiyeh durante cuatro días seguidos.

Situación en Homs, mediados de marzo de 2013.

El 10 de marzo, los rebeldes se infiltraron en la zona de Baba Amr de Homs al amparo de la noche. A la mañana siguiente, lanzaron un ataque a posiciones gubernamentales dentro del distrito. Según un activista de la oposición, los puestos de control del Ejército apenas tuvieron tiempo de darse cuenta de que se estaba produciendo un ataque. Las tropas del ejército sellaron varias carreteras alrededor de Baba Amr y la Fuerza Aérea realizó ataques aéreos en el distrito. Según se informó, el propósito de la redada de los rebeldes fue aliviar la presión sobre las áreas de la ciudad que aún permanecían bajo control por los rebeldes que aún estaban bajo el asedio del ejército. Al mismo tiempo, los combates continuaban en las zonas rebeldes de Old Homs y Khaldiyeh, donde el ejército estaba presionando su ofensiva. 
Para el 12 de marzo, los combates intensos aún estaban en curso tanto en Khaldiyeh, donde los tanques del gobierno estaban en acción, como en Baba Amr, que estaba siendo golpeada por el lanzamiento de cohetes del Ejército. No quedó claro cuánto de Baba Amr los rebeldes habían capturado o continuaron sosteniendo después de los últimos combates en la zona. Los civiles se vieron obligados a huir, mientras el ejército disparaba ametralladoras pesadas al distrito. La agencia de alimentos de la ONU dijo que la violencia renovada en Baba Amr ha obligado a al menos 3.000 familias a abandonar sus hogares en el área en disputa.
El 14 de marzo, según informes, el ejército sirio bombardeó los barrios de Bab Hud, al-Turkman, Bab Dreib, Bab Tadmur y al-Sefsafa. 20 rebeldes y 22 soldados murieron en la lucha.
El 25 de marzo, Press TV informó que el Ejército había vuelto a asegurar el distrito de Baba Amr. Poco después, el grupo opositor SOHR también informó que los militares habían tomado el control de gran parte del vecindario, y los enfrentamientos continuaban en las huertas del distrito. Al día siguiente, 26 de marzo, el SOHR confirmó que los militares habían recapturado la totalidad de Baba Amr. Mientras tanto, se informó de combates en la sección Jobar de la ciudad. A finales de marzo y principios de abril de 2013, las fuerzas gubernamentales solo pudieron mantenerse en territorio crítico en la ciudad de Homs debido al apoyo de Hezbolá que se adentra plenamente en los combates.

### Homs viejo y Khalidiya separados
El 2 de mayo de 2013, el ejército sirio, respaldado por Hezbolá y los combatientes iraníes, avanzó y recuperó el control del estratégico barrio de Wadi al-Sayeh. El distrito está ubicado entre los distritos de Old Homs y Khalidiya, controlados por los rebeldes, por lo que, con su captura, las fuerzas gubernamentales cortaron el vínculo entre esas dos áreas y se separaron y rodearon completamente.

### Junio-julio de 2013 ofensiva del ejército y captura de Khalidiya.
El 28 de junio de 2013, el Ejército capturó la ciudad de Al-Qariatayn cerca de Homs.
El 29 de junio, las tropas del gobierno lanzaron una ofensiva en varias partes de la ciudad de Homs, controladas por los rebeldes, golpeando los distritos con ataques aéreos y fuego de mortero. "Las operaciones militares nunca se detuvieron en Homs, pero su ritmo aumenta según las prioridades", dijo un oficial del Ejército a la AFP. El bombardeo militar comenzó a las nueve de la mañana y duró tres horas antes de que el Ejército desplegara tropas terrestres. La televisión estatal siria fue citada diciendo que el Ejército tuvo "un gran éxito" en la batalla por Homs, "matando a muchos terroristas en el distrito de Khalidiya". La lucha se desató alrededor de la mezquita Khalid ibn al-Walid en Khalidiya, que antes se había incendiado. Un activista en la Ciudad Vieja de Homs declaró que el Ejército había "utilizado lanzadores de cohetes durante horas". También comentó que toda el agua, el teléfono y la electricidad habían sido cortados o bloqueados, excepto las comunicaciones por satélite. "Lo único que no han bloqueado es el aire que respiramos", informó el activista.
El 30 de junio, el segundo día de la ofensiva, las fuerzas gubernamentales atacaron el viejo mercado cubierto que une la Ciudad Vieja con la Khalidiya en un intento por cortar el vínculo entre las dos áreas. La lucha también estaba en curso en el distrito de Bab Hud en Old Homs.
El 3 de julio, un activista de la oposición declaró que los combates se habían convertido de un edificio a otro y que los militares intentaban tomar un bloque a la vez a las áreas rebeldes. Dijo que las fuerzas gubernamentales estaban "limpiando" las áreas de combatientes rebeldes disparando proyectiles de mortero contra los edificios.
Durante la tarde del 5 de julio, las fuerzas gubernamentales lograron por primera vez entrar a Khalidiya, capturando varios edificios en el distrito después de romper la primera línea de defensa de los rebeldes.
Durante los dos primeros días de la ofensiva, según el SOHR, 32 soldados del gobierno y milicianos murieron, de los cuales 24 murieron el primer día. Otros ocho combatientes del gobierno fueron asesinados el 4 de julio. Se desconocía el número de rebeldes muertos, pero se informó de ocho muertos el 5 de julio.
El 6 de julio, se informó que la batalla se estaba balanceando a favor del Ejército, ya que los rebeldes se estaban quedando sin armas. Para este punto, entre el 60 y el 70 por ciento de los edificios en Khalidiya habían sido total o parcialmente destruidos o convertidos en inhabitables.
El 8 de julio, las fuerzas del gobierno avanzaron hacia Khalidiya. Según la oposición, el Ejército capturó el 30 por ciento del distrito, mientras que las fuentes militares afirmaron que habían capturado la mayor parte del vecindario. Ambas partes confirmaron que las tropas gubernamentales habían capturado áreas alrededor de la mezquita Khalid ibn al-Walid. En un intento desesperado, los rebeldes amenazaron con hacerse volar junto con las fuerzas del gobierno si el Ejército lograba ingresar al complejo de la mezquita.
El 10 de julio, las fuerzas gubernamentales capturaron varias áreas en el distrito de Bab Hud. Continuaron los fuertes ataques de artillería contra Khalidiya, Wadi al-Sayeh, Hamidiya, Bab Hud y Baba al-Turkman. Mientras tanto, la mayoría de los civiles habían huido de Khalidiya, con solo combatientes rebeldes y sus familias, según un activista de la oposición.
Para el 11 de julio, las fuerzas rebeldes se preparaban para retirarse de la ciudad, citando el desgaste y el abrumador bombardeo militar de las fuerzas gubernamentales. Diplomáticos y fuentes de la oposición informaron que las últimas áreas de Homs controladas por la oposición debían caer en cuestión de días en el ejército sirio después de que las fuerzas rebeldes decidieran "sacrificar" la tercera ciudad más grande del país al gobierno.
El 22 de julio, activistas de la oposición afirmaron que los bombardeos del Ejército habían destruido el mausoleo histórico de un compañero del profeta Mohammed en la mezquita Khalid ibn al-Walid.
El 24 de julio, se informó que el bombardeo gubernamental de las áreas rebeldes había cesado abruptamente "en los últimos días" en respuesta a los rebeldes que lanzaron cohetes Grad en áreas civiles que apoyan al gobierno en otras partes de la ciudad la semana anterior. Sin embargo, el 25 de julio, se informó de más ataques de artillería contra Khalidiya.
El 26 de julio, las fuerzas gubernamentales avanzaron más hacia Khalidiya y el distrito de Jouret el-Shayah. Los soldados habían llegado a 50 metros de la mezquita Khalid ibn al-Walid. Al día siguiente, los soldados habían entrado en el área de la mezquita desde el lado este y el Ejército capturó la mezquita. El gobierno y las fuerzas de Hezbolá también tomaron el control del 60 por ciento de Khalidiya. Esa noche, la televisión estatal emitió un informe con imágenes del interior de la mezquita muy dañada. Las imágenes muestran la cúpula de la tumba derribada y una parte de la mezquita parece haber sido quemada.
Para el 28 de julio, la mayor parte de Khalidiya, estimada en un 70 por ciento, estaba bajo el control del Ejército, y los combates continuaban en las afueras del norte y sur del distrito. Según un oficial del ejército, los rebeldes seguían controlando la parte norte de Khalidiya. Los avances militares dejaron solo el área de Old Homs bajo el control de los rebeldes, donde quedaban aproximadamente 1.000 combatientes rebeldes. Al día siguiente, los activistas de la oposición confirmaron que el 90 por ciento del distrito había sido capturado por el Ejército, con combates dispersos que continúan en las áreas del sur. Esa noche, SOHR informó que el Ejército había tomado el control total de Khalidiya después de capturar el barrio de Masakin al-Mu'alimin.
Durante este tiempo, los militares hicieron estallar el último de los túneles de contrabando de rebeldes que se dirigían a Old Homs, dejando el área completamente cerrada.
El 1 de agosto, los rebeldes lanzaron cohetes al distrito Wadi Dahab de Homs, causando explosiones masivas en un depósito de armas que mató a al menos 40 personas e hirió a al menos 120.
El 5 de agosto, el ministro de defensa sirio, Fahd Jassem al-Freij, se reunió con las tropas de SAA en el distrito capturado de Khalidiya. La agencia de noticias estatal "SANA" informó que el general realizó un recorrido por el área y "visitó unidades del ejército para restablecer la seguridad y la estabilidad en el vecindario".

### Asedio de Old Homs
El 21 de septiembre de 2013, el informe "La miseria de Homs 'como el sitio de Stalingrado'" del diario The Australian citó a un médico en el lugar que indicaba que el número que quedaba atrapado en Homs era "3000 personas y 1000 heridas, muchas mujeres y niños". La fuente describió además las condiciones de los atrapados en la ciudad donde "la mayoría de los edificios en el distrito de la Ciudad Vieja, el último enclave controlado por los rebeldes, habían sido aplastados por artillería y los habitantes restantes vivían en sótanos". de la siguiente manera: "Tenemos que beber de pozos contaminados y lavarnos en el agua de alcantarillado", dijo el doctor. "Comemos hojas y arroz podrido. No hemos tenido electricidad durante 500 días".
A fines de septiembre, se informó que el Ejército y los rebeldes en algunas aldeas alrededor de Homs cesaron las hostilidades, y los combatientes de la FSA estaban presentes en áreas controladas por el gobierno sin ser molestados. Sin embargo, no hubo discusiones sobre el levantamiento del sitio en el área de Old Homs.
El 9 de octubre, AFP informó que el "bombardeo rebelde de una de las dos principales refinerías de petróleo de Siria" en la ciudad de Homs había incendiado la planta. Según el informe, "La refinería de Homs tenía una capacidad de antes de la guerra de 5.7 millones de toneladas por año, pero el primer ministro Wael al-Halqi dijo a principios de este mes que estaba funcionando al 10 por ciento de eso. La otra planta principal en Banias en la costa mediterránea, el corazón del régimen de Assad, aún se está refinando al 80 por ciento de su capacidad, dijo Halqi."
El 12 de octubre, Asharq Al-Awsat (un periódico panárabe vinculado a Arabia Saudita) informó sobre una entrevista exclusiva con "los medios de comunicación de la FSA y el coordinador político Louay Miqdad" que "el Ejército Sirio Libre (FSA) ha anunciado que está preparado para cumplir una "tregua temporal" en Homs y Rif Dimashq con las fuerzas de Assad durante Eid Al-Adha para facilitar el acceso humanitario a las dos gobernaciones. Sin embargo, la FSA rechazó un alto el fuego de 9 meses con el régimen de Assad para permitir que la Organización para la Prohibición de las Armas Químicas (OPAQ) lleve a cabo sus operaciones para supervisar la destrucción de la reserva de armas químicas de Siria".
A fines de noviembre, el Ejército comenzó un asalto a los últimos bolsillos rebeldes. En la tarde del 8 de enero de 2014, un grupo de 60 rebeldes de Old Homs intentaron romper el sitio de la zona. Las fuerzas del gobierno los tendieron una emboscada cerca de Khalidiya, dejando al menos 45 combatientes rebeldes muertos en combates que duraron hasta la mañana siguiente. Los restantes 18 luchadores estaban desaparecidos. Después de la emboscada, el Ejército lanzó un asalto en un intento de empujar hacia el área de Matahan en Old Homs, donde 150 rebeldes opusieron resistencia, pero su ataque fue rechazado. Sin embargo, los refuerzos blindados del Ejército fueron enviados desde Damasco hacia Homs.

### Operación humanitaria
El 7 de febrero de 2014, se firmó una tregua de tres días entre el gobierno sirio y los rebeldes, bajo los auspicios de la ONU para permitir la evacuación de civiles de los barrios asediados de Homs. El primer día de la operación, 83 personas fueron evacuadas de las zonas sitiadas de la Ciudad Vieja.
El 8 de febrero, ambas partes fueron acusadas de haber roto la tregua, pero la operación continuó.
El 9 de febrero, 611 civiles salieron de los barrios asediados: 210 mujeres, 180 niños, 91 hombres mayores de 55 años y 130 hombres jóvenes entregados de acuerdo con SOHR. La tregua se prolongó de 72 horas.
El 17 de febrero, New York Times citó a Jeffrey White, miembro del Instituto de Política para el Cercano Oriente de Washington y exfuncionario de inteligencia estadounidense, afirmando que el gobierno de Assad estaba llevando a cabo ataques con bombas de barril en Homs utilizando Mi- 8 y helicópteros Mi-17.
A mediados de marzo, 1.500 rebeldes y civiles, 100 de ellos heridos, seguían atrapados en el Viejo Homs. Llegaron a sentirse abandonados y se enfrentaron solo con las opciones de abandonar a Old Homs o de resistir por última vez a la muerte. En este momento, también se habló de una tregua con las fuerzas del gobierno, pero sin ningún resultado.

### Marzo-abril de 2014 ofensiva del ejército y contraofensiva rebelde
El 31 de marzo de 2014, las tropas gubernamentales capturaron dos torres en el área de la Isla 7 en el vecindario de al-Waer, así como varios edificios en el área de al-Jazira al-Sab'a del distrito.
El 6 de abril, inicialmente se informó un coche bomba que los rebeldes estaban preparando explotó prematuramente en Old Homs, matando a 29 combatientes rebeldes y dejando docenas de desaparecidos. Más tarde, los informes sugirieron una emboscada de las fuerzas gubernamentales o un misil Grad que golpeó un depósito de municiones rebeldes en el área de Jourat al-Shayyah y dejó 50 a 75 rebeldes muertos, entre ellos decenas de oficiales de alto rango. Entre los muertos también se encontraba el comandante provincial de la FSA, Abdul Qadir al-Homsi. Después de la explosión, se estimó que solo 500–600 rebeldes habían permanecido en el área de Old Homs de los 2,000 seis meses anteriores, según una fuente de la oposición.
El 7 de abril, un atacante desconocido, que irrumpió en su casa, ejecutó al sacerdote cristiano holandés Frans van der Lugt.
El 10 de abril, los militares lanzaron una gran ofensiva contra el área de Old Homs. El 14 de abril, los refuerzos de las milicias del NDF a favor del gobierno llegaron cuando las fuerzas del gobierno ingresaron al vecindario de Wadi al-Sayeh, que se encuentra entre Jourat al-Shayyah y la Ciudad Vieja. Al día siguiente, habían capturado varios edificios en el área. Una fuente de la oposición informó que el área de garajes entre Jourat al-Shayyah y Qussour había sido capturada por tropas del gobierno a medida que avanzaban. Mientras tanto, las líneas rebeldes en Hamidiyah en Old Homs eran tenues, ya que las fuerzas del NDF estaban luchando en las afueras del área y avanzando. ref>«The Arab Chronicle 4». Consultado el 25 de octubre de 2014.</ref> Artillería pesada y fuego de mortero también afectaron el vecindario de al-Waer. Según una fuente oficial del gobierno, el Ejército había violado la línea de defensa de los rebeldes en el distrito de Bab Houd.
Para el 16 de abril, se calcula que entre 300 y 1.000 combatientes rebeldes se habían rendido desde marzo. Algunos de los combatientes rebeldes que quedaban en Old Homs se estaban preparando para una lucha a muerte, preparando cinturones suicidas para usar en caso de que el Ejército rompa sus líneas, ya que el sitio de noticias de la oposición All4Syria predijo que las áreas remanentes del centro de la ciudad caería dentro de una semana.
Durante este tiempo, la Coalición de la Oposición Siria emitió un llamamiento urgente a medida que crecían los temores de una nueva masacre.
El 18 de abril, un coche bomba explotó en un distrito del gobierno cerca de una mezquita que mató a 14 personas, mientras que las tropas del Ejército capturaron una iglesia en Old Homs y continuaron avanzando.
El 19 de abril, los rebeldes lanzaron una contraofensiva, que comenzó con un ataque suicida con coche bomba en un puesto de control del Ejército en la entrada del barrio de Jeb al-Jandali, controlado por el gobierno. Justo antes del ataque, que mató a cinco soldados, otros soldados en el punto de control desertaron y abandonaron sus posiciones. Al día siguiente, las fuerzas de la oposición capturaron varios edificios en el área de Jeb al-Jandali. Dos de los edificios que fueron capturados fueron la piscina Al Jala'a y una escuela que las fuerzas gubernamentales intentaron recuperar durante el día.
Para el 22 de abril, las tropas del gobierno retomaron el control total del barrio de Jeb al-Jandali. En este momento, docenas de combatientes rebeldes en Old Homs intentaban rendirse, mientras que otros querían tomar una última posición y enviaban atacantes suicidas contra distritos bajo control gubernamental, principalmente aquellos con una mayoría alauí. Al menos cinco de esos bombardeos durante el mes mataron a más de 60 personas. Según un activista de la oposición: "Esperamos que Homs caiga. En los próximos días, podría estar bajo el control del régimen".
El 29 de abril, un ataque doble con coche bomba en el barrio Abbasiyeh del distrito gubernamental de Zahra dejó 168 muertos. Entre los muertos había 147 civiles, entre ellos 46 niños y 12 combatientes a favor del gobierno. Nueve muertes no fueron identificadas.

### Retirada rebelde de Homs
El 2 de mayo de 2014, se llegó a un acuerdo de alto el fuego, en virtud del cual los 1.000 combatientes rebeldes restantes podrían abandonar Homs y dirigirse al campo controlado por los rebeldes al norte de la ciudad. La evacuación estaba programada para el día siguiente. En el acuerdo se mantuvo una cuestión de disputa sobre si el distrito de Al-Waer, que no está vinculado a Old Homs, se incluiría en el acuerdo.
El 3 de mayo, las conversaciones sobre la retirada de los rebeldes de Homs entraron en su fase final. Según el gobernador provincial, el acuerdo se "aplicará primero en la Ciudad Vieja, luego en Waer. El objetivo es alcanzar una solución pacífica que devuelva la seguridad y las instituciones gubernamentales".
El 4 de mayo, las conversaciones entraron en la fase de implementación. Según el acuerdo, se permitiría la ayuda a dos ciudades chiitas a favor del gobierno en la provincia norteña de Alepo, asediadas por rebeldes. Además, los prisioneros iraníes y libaneses detenidos por los rebeldes serían liberados.
El 7 de mayo, la evacuación de los rebeldes de Homs comenzó con dos autobuses que transportaban al primer grupo de combatientes hacia las zonas controladas por los rebeldes de la provincia norteña de Homs. En total, más de 960 rebeldes fueron evacuados durante el día, con otros 250 programados para ser transportados al día siguiente.
El 8 de mayo, se esperaba que la partida final de 270 combatientes rebeldes abandonara la ciudad. Sin embargo, los rebeldes en la provincia de Alepo bloquearon convoyes de ayuda que debían llevar alimentos y suministros médicos a dos ciudades chiitas asediadas por el gobierno, según el acuerdo establecido. Debido al fracaso de los rebeldes para defender su parte del acuerdo, las fuerzas del gobierno impidieron que los rebeldes restantes en Old Homs se retiraran. Los convoyes no se les permitió entrar en las ciudades que el día anterior, así por el Al Qaeda -vinculada al-Nusra frontal.
Durante la tarde del 9 de mayo, los últimos rebeldes se retiraron de Homs después de que los convoyes de ayuda pudieran ingresar a las ciudades chiitas. Poco después, cientos de residentes de Old Homs comenzaron a regresar al área.

### Asedio del barrio al-Waer
Los rebeldes y civiles que rechazaron el acuerdo de retiro en mayo de 2014 se concentraron en el vecindario de Al-Waer de Homs, que seguía siendo asediado. El 12 de septiembre de 2016 se anunció un nuevo acuerdo de rendición, que debía llevar el vecindario de al-Waer bajo el control del gobierno mientras evacuaba a unos 300 combatientes rebeldes al campo de Homs, en el norte. Los rebeldes iniciaron la ejecución del acuerdo el 22 de septiembre. Sin embargo, el acuerdo se suspendió en noviembre de 2016, y el ejército sirio reanudó su ataque al distrito.
El 13 de marzo de 2017, el primer grupo de rebeldes que quedaron en el vecindario de Waer acordó dejar a Homs con sus familias y partir a Jarabulus. La evacuación de los rebeldes junto con sus familiares comenzó el 18 de marzo. El 27 de marzo, 1,850 rebeldes y residentes salieron del vecindario en 45 autobuses. Un grupo final de 3.000 personas, incluidos 700 rebeldes, abandonó Homs el 21 de mayo. 1.150 rebeldes optaron por quedarse y entregaron sus armas. Con esto, el gobierno sirio recuperó el control total de Homs.

## Consideraciones tácticas
Durante el asedio, algunos analistas notaron un cambio de tácticas que informaba el posterior enfoque general de la guerra del Ejército Sirio: mientras el ejército había estado en la línea del frente durante las primeras etapas del conflicto, después de la ofensiva de Baba Amr en 2012, donde experimentó una fuerte bajas: el nuevo enfoque (probado con la ofensiva Khalidiya, 2013) consiste en cargar a las milicias con desalojar a las fuerzas rebeldes, con el ejército apoyándose desde atrás con sus armamentos superiores y poder aéreo, y luego afirmar el control una vez que finalice la lucha.

## Reacciones internacionales
- Naciones Unidas

 El secretario general de la ONU, Ban Ki-moon, dice que ha recibido "informes espantosos" de que las fuerzas del gobierno sirio están ejecutando, encarcelando y torturando arbitrariamente a personas en Homs después de que los combatientes de la oposición en Bab Amr se retiraron. 
 "Ayer se produjo un importante asalto a Homs", dijo Ban a la Asamblea General de la ONU en la ciudad de Nueva York el 2 de marzo de 2012. "Las pérdidas civiles han sido claramente fuertes. Continuamos recibiendo informes espantosos de ejecuciones sumarias, detenciones arbitrarias y torturas. Este asalto atroz es aún más espantoso por haber sido librado por el propio gobierno, atacando sistemáticamente a su propia gente ". Los activistas dijeron que las fuerzas gubernamentales estaban reuniendo a personas de entre 14 y 50 años y ejecutándolas en tandas. 
- Reino Unido

El primer ministro británico, David Cameron, acusó al gobierno sirio de matar a su propio pueblo. Hablando en Bruselas, dijo: 

El régimen de Assad está masacrando a su propio pueblo. La historia de Homs está siendo escrita con la sangre de sus ciudadanos. La situación en Siria es absolutamente pésima y es de vital importancia que la ayuda humanitaria pueda acceder dentro de Homs y poder ayudar a toda esa gente que lo necesita. Pero, sobre todo, lo que creo que importa es construir una imagen, por la que responsabilizamos a este régimen criminal y nos aseguraremos de que rinda cuentas por los crímenes que está cometiendo contra su gente y que algún día, sin importar el tiempo que lleve, ajuste cuentas.

- Francia

El gobierno de Assad había "roto todos los límites de la barbarie". Dijo el ministro de Relaciones Exteriores francés, Alain Juppe. "Y cuando veo al presidente sirio desfilando alrededor de esta estación de votación en Damasco para este falso referéndum, te sientes profundamente indignado", dijo a la radio RTL. Juppe dijo que se sentía "enormemente frustrado" por las dificultades para obtener garantías de seguridad para permitir que los civiles heridos y los periodistas occidentales fueran evacuados de Homs.
En abril de 2012, el presidente francés, Nicolas Sarkozy, acusó al presidente sirio Bashar al-Assad de tratar de "borrar a Homs del mapa", comparando su campaña con los ataques del gobierno libio en la ciudad de Benghazi. "Bashar al-Assad está mintiendo de manera vergonzosa, quiere borrar a Homs del mapa como (el ex líder libio Muammar) Gaddafi quería borrar a Benghazi del mapa", dijo Sarkozy.

## En la cultura popular
- El cineasta de Damasco, Talal Derki's Return to Homs, galardonado con el premio World Cinema Grand Jury Prize: Documental, Festival de cine de Sundance.[385]
- El sitio está documentado en la película documental siria Silvered Water, Syria Self-Portrait, estrenada en Cannes (fuera de concurso) el 15 de mayo de 2014.[386]